# Rothirsch

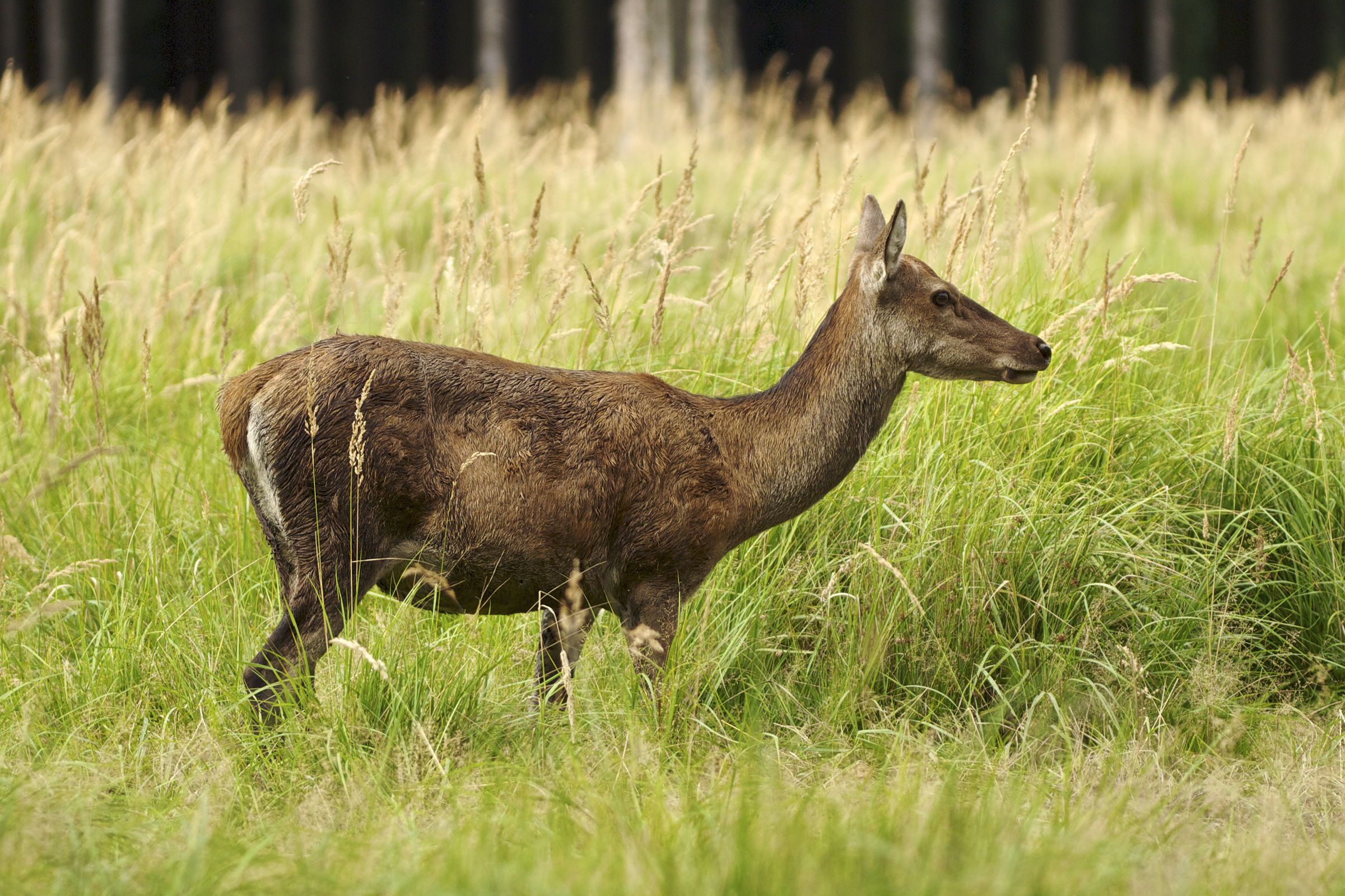
Hirschkuh (Alttier)

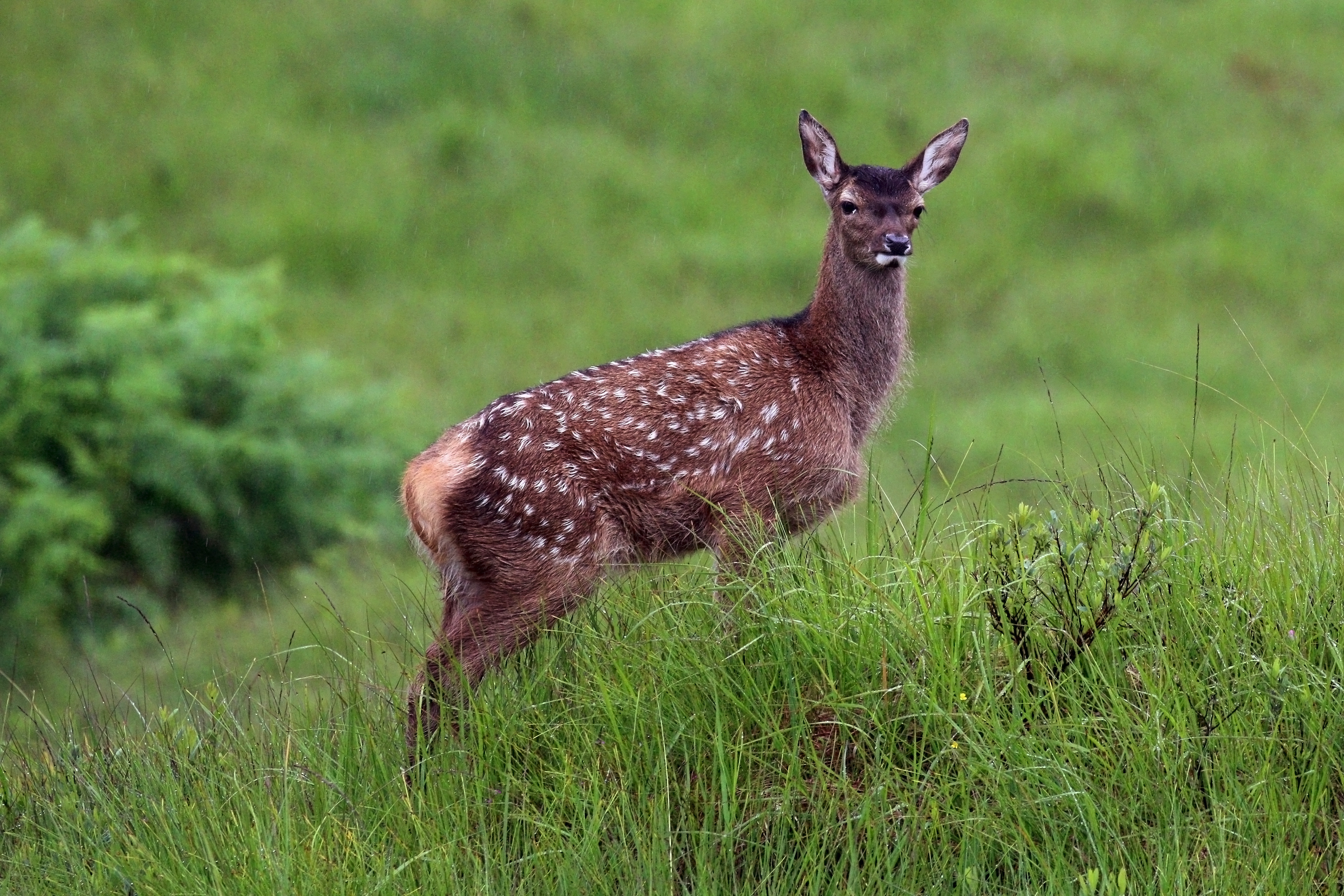
Jungtier (Kalb)

Der Rothirsch (Cervus elaphus) ist eine Art der Echten Hirsche. In der Jägersprache spricht man vom Rotwild. Wie bei den meisten anderen Vertretern der Hirsche bildet nur das männliche Tier jährlich ein Geweih aus. Im mitteleuropäischen Raum ist der Rothirsch eines der größten freilebenden Wildtiere und kommt hier fast nur noch in Waldbiotopen vor. Ursprünglich war er Bewohner offener und halboffener Landschaften.
Rothirsche sind in mehreren Unterarten in Eurasien verbreitet. Der nordamerikanische Wapiti wurde lange als Unterart des Rothirsches eingeordnet, wird heute aber zusammen mit den ostasiatischen Rothirschen als eigenständige Art geführt.

## Merkmale

### Körpergröße und Gewicht

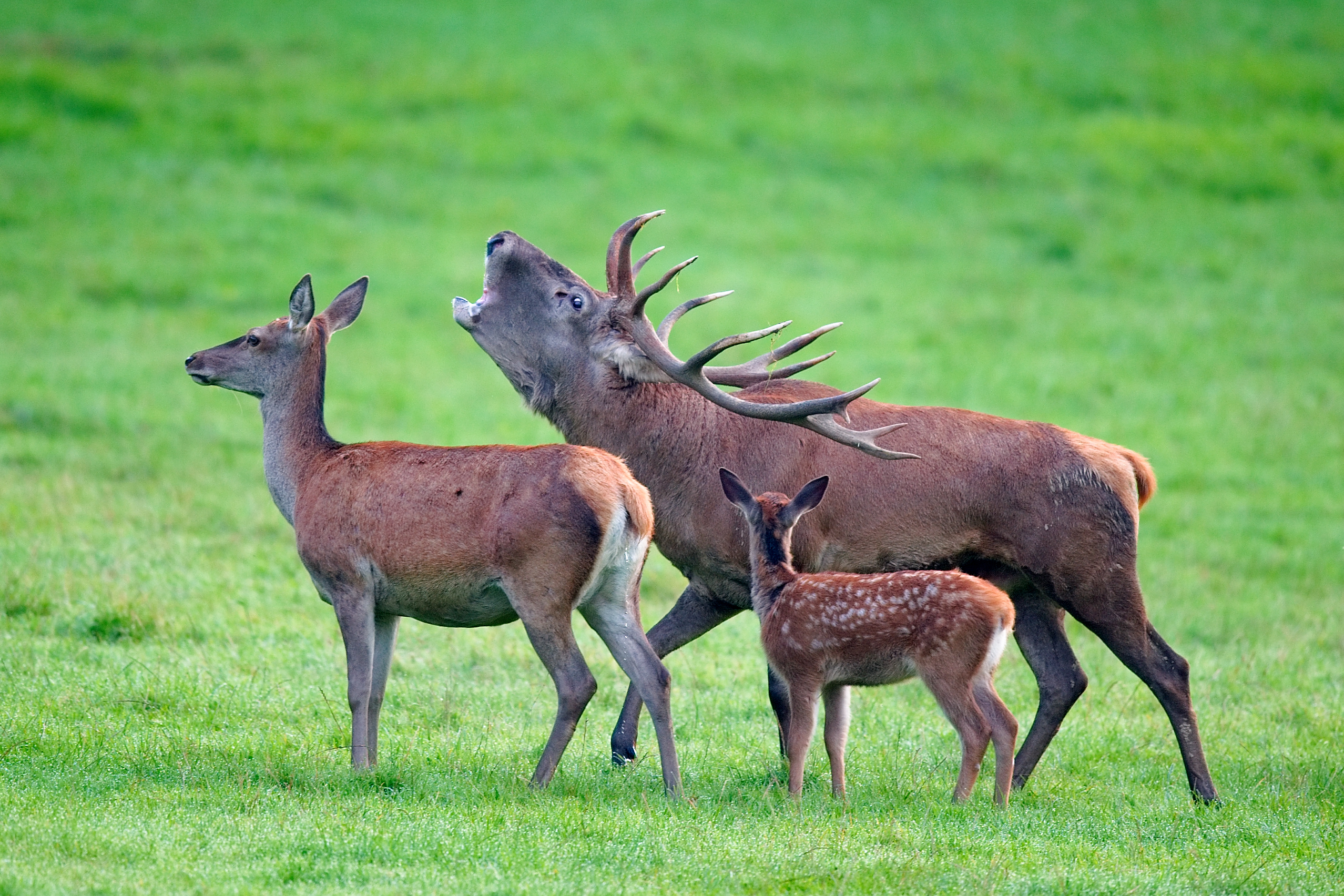
Hirschkuh, Rothirsch und Kalb (von links nach rechts)

Der Rothirsch ist eine der größeren Hirscharten, wobei es zwischen den Unterarten teilweise erhebliche Unterschiede bezüglich der Körpergröße gibt. In der Regel liegt die Kopf-Rumpf-Länge männlicher Tiere bei 180 bis 205 Zentimeter, die der weiblichen bei 165 bis 180 Zentimeter, hinzu kommt jeweils ein 14 bis 16 Zentimeter langer Schwanz. Entsprechend beträgt die Schulterhöhe 105 bis 130 beziehungsweise 95 bis 115 Zentimeter. Ebenso schwankt das Gewicht beträchtlich. Besonders kleinwüchsige Tiere leben auf Sardinien und Korsika. Sie erreichen dort nur ein Gewicht bis zu 80 Kilogramm. Die schwersten Individuen wurden bisher in den Karpaten und in Bulgarien beobachtet, hier erreichen Männchen bis zu 350 Kilogramm, Weibchen bis zu 200 Kilogramm Körpergewicht. Ausgewachsene Männchen sind in der Regel um 10 bis 15 Prozent größer und 50 bis 70 % schwerer als ausgewachsene Weibchen (Hirschkühe).
Ebenso sind auch markante Gewichtsunterschiede innerhalb der in Mitteleuropa verbreiteten Populationen belegt. Im Harz, Reinhardswald und der Region Westfalen geschossene, zehnjährige Tiere wogen durchschnittlich zwischen 100 und 113 Kilogramm. Im Wallis dagegen wogen gleichaltrige Individuen 148 Kilogramm und im Gebiet um Hohenbucko, Brandenburg 168 Kilogramm. Der Rothirsch unterliegt allerdings im Jahresverlauf beträchtlichen Gewichtsunterschieden: Männliche Tiere erreichen ihr jährliches Gewichtsmaximum in der Regel kurz vor der Brunft und verlieren dann während der Brunft bis zu 25 Prozent ihres Körpergewichts. Zu den Größen- und Gewichtsunterschieden zwischen einzelnen Populationen derselben Unterart tragen unterschiedliche Ernährungsbedingungen und Klimaeinflüsse bei. Grundsätzlich nehmen Körpergröße und Körpergewicht des Rothirsches von West- und Nordwesteuropa mit ozeanischem Klima in Richtung Ost- und Südosteuropa mit kontinentalem Klima zu. Diese Größenunterschiede entsprechen der Bergmannschen Regel, die besagt, dass warmblütige Tiere einer Art in kälterem Klima durchschnittlich größer sind.

### Besondere Merkmale des Körperbaus

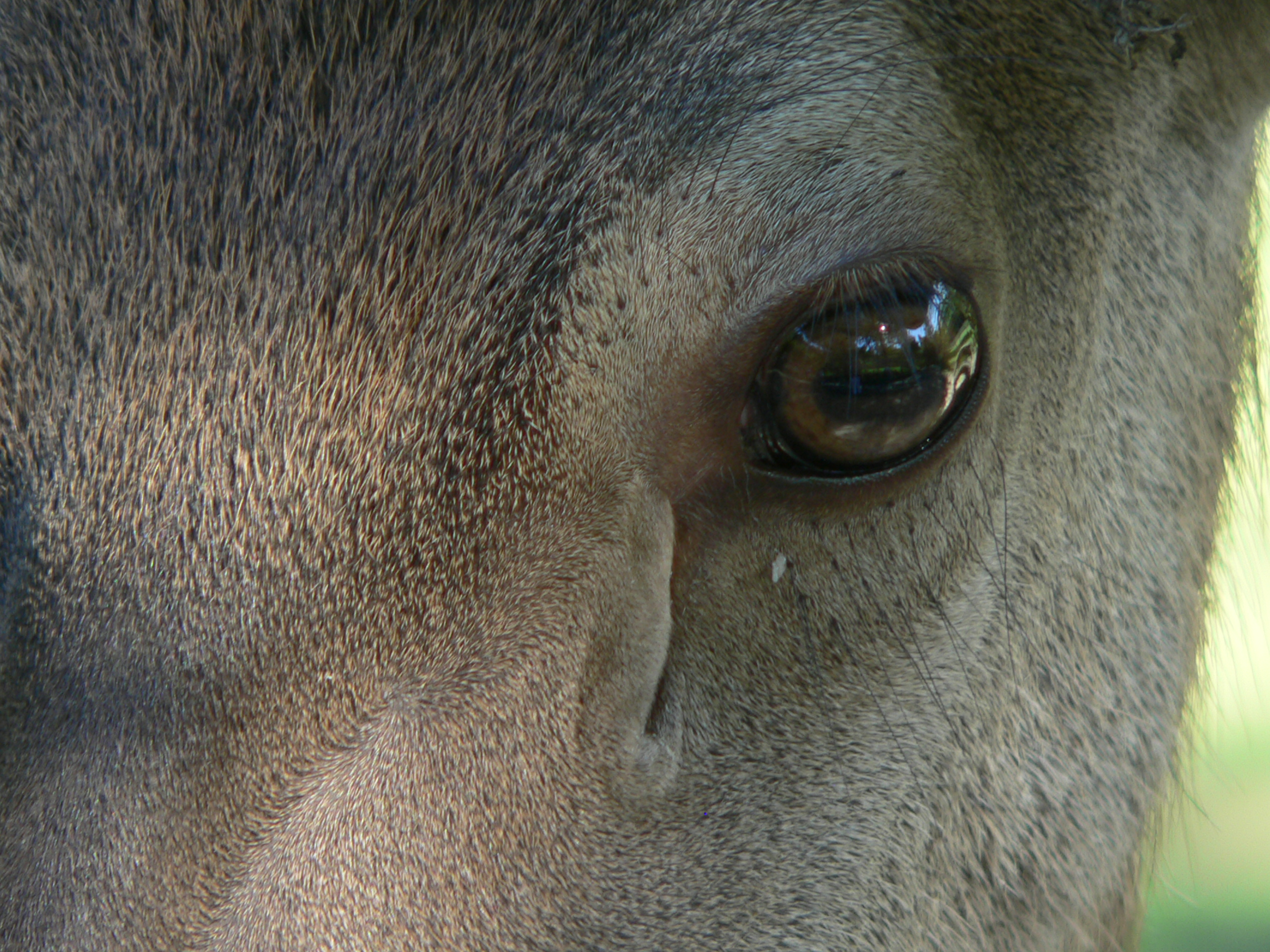
Auge und Voraugendrüse des Rothirsches

Der Rothirsch weist eine breite Brust, einen verhältnismäßig langen, schlanken Hals sowie einen nach vorn verschmälerten Kopf auf. Der Schwanz verschmälert sich zur Spitze hin. Der Rothirsch hat mittelgroße Augen, zugespitzte Ohren von halber Kopflänge und hohe schlanke Füße. Die Afterklauen berühren bei normaler Fortbewegung den Boden nicht. Die Wirbelsäule ist gerade gestreckt und weist den Rothirsch als Läufertypus aus, während das nicht zu den Echten Hirschen (Cervini), doch ebenfalls zur Familie Hirsche (Cervidae) zählende Reh mit seiner leicht gekrümmten und nach vorn abfallenden Wirbelsäule im Vergleich dazu dem Schlüpfertypus zuzurechnen ist. Rotwild, das sich bedroht fühlt, flüchtet in schnellem und ausdauerndem Lauf. Die Tiere galoppieren nur über kurze Strecken. Die normale Laufform auf der Flucht ist ein weitausgreifender und kräfteschonender Trab.
Das Rothirschgebiss besteht aus 34 Zähnen. Im oberen Gebiss fehlen die Schneidezähne. Dort finden sich auf jeder Kieferseite je ein Eckzahn, drei Vormahlzähne, die sogenannten Prämolare, und drei Mahlzähne, die Molare. Zwischen den Eck- und den Backenzähnen besteht eine Lücke, das sogenannte Diastema. Das untere Gebiss entspricht im Aufbau dem oberen. Hier bestehen zusätzlich je Gebisshälfte aber noch drei Schneidezähne.
Der Rothirsch weist eine Reihe von Duftdrüsen auf, deren Duftsignale im Sozialleben eine Rolle spielen. Auffällig ist die Voraugendrüse (auch Tränengruben oder Anorbitalorgan), die allen geweihtragenden Hirschen zu eigen ist. Voraugendrüsen sondern besonders zur Brunftzeit ein markant riechendes, bräunliches Sekret ab, die sogenannten Hirschtränen, welche die Tiere durch Reiben an Bäumen oder Sträuchern zur Markierung abstreifen. Eine weitere Duftdrüse ist das Metatarsalorgan, das sich an der Außenseite der Hinterläufe dicht unter dem Sprunggelenk befindet. Das Sekret dieser Drüse wird am niedrigen Bodenbewuchs abgestreift, so dass die Tiere eine Duftfährte hinterlassen. Das Circumcaudalorgan oder Wedeldrüse sitzt beim Rothirsch in der Nähe der Schwanzwurzel. Es schwillt während der Brunft stark an. Durch Beknabbern und Belecken verteilen die Tiere das Sekret dieser Drüse in ihrem Haarkleid. Auch das noch mit Bast überzogene Geweih besitzt zahlreiche Duftdrüsen, die ein gelblich-braunes Sekret absondern. Dieses Sekret wird an Zweigen und Grashalmen abgestreift und hinterlässt eine sehr dauerhafte Duftfährte.

### Haarkleid

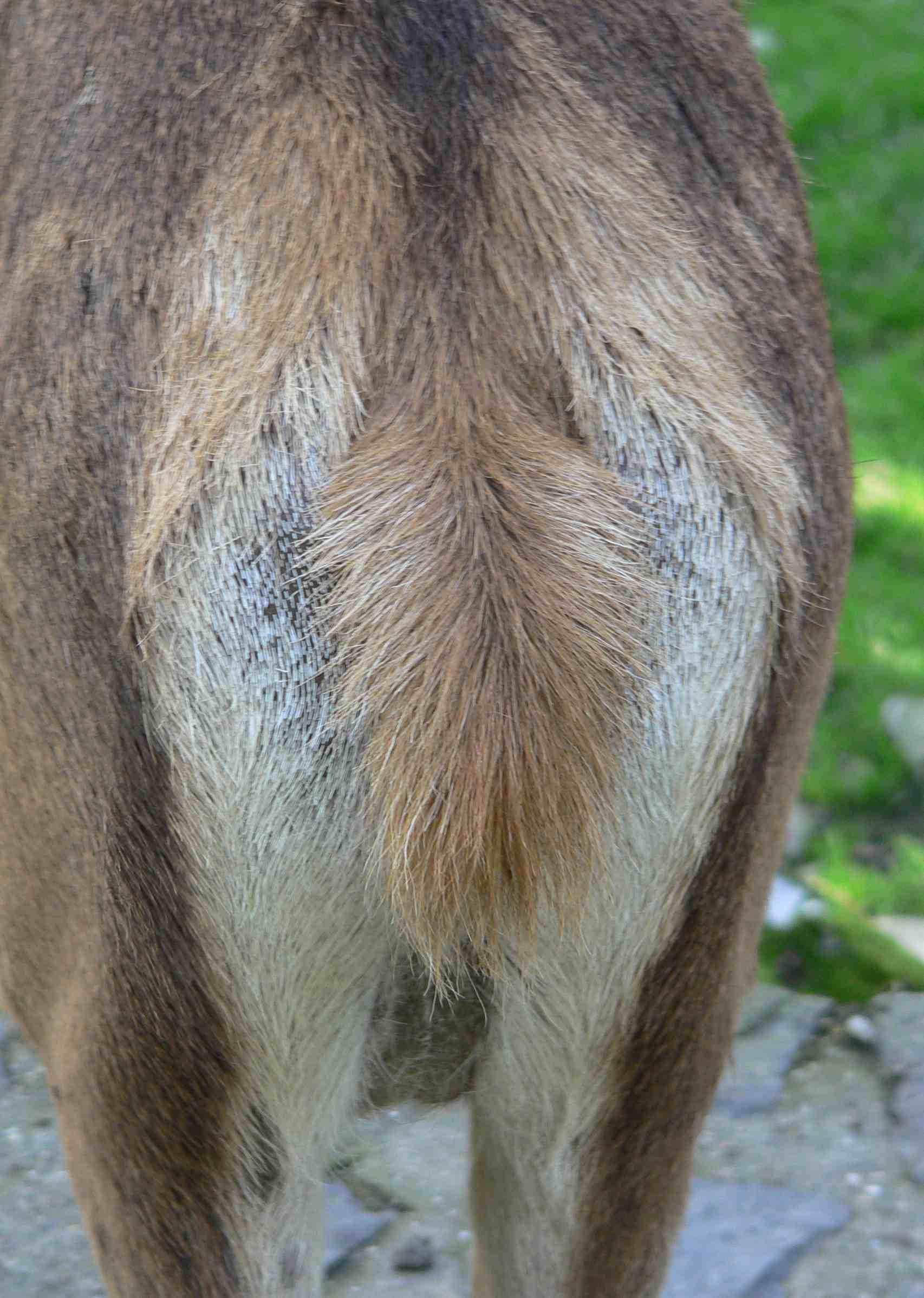
Spiegel einer Hirschkuh

Die Färbung des Haarkleides variiert in Abhängigkeit von Jahreszeit, Geschlecht und Alter. Von den Tasthaaren am Maul abgesehen, werden sämtliche Haare zweimal jährlich gewechselt.
In Mitteleuropa setzt das Wachstum des Sommerfells im Mai bis Juni ein. Es hat einen, für den Rothirsch charakteristischen, rotbraunen Haselnusston. Im September bis Oktober wechselt die Mehrzahl der Tiere zu einem graugelben bis graubraunen Winterfell. Bei älteren Individuen kann dieser Fellwechsel auch schon im August einsetzen. Das Winterfell ist im Vergleich zum Sommerfell struppiger und besitzt unter den Grannenhaaren ein dichteres Wollhaar. Winterhaare sind im Durchschnitt doppelt so lang wie die Sommerhaare. Während Sommerhaare einen ovalen Querschnitt haben, ist dieser beim Winterhaar rund und hohl, wodurch eine wärmende Luftpolsterung entsteht.
Das Haarkleid der Kälber ist rotbräunlich mit dichten weißen Fleckenreihen. Diese sogenannten Kälberflecken werden im Verlauf der Sommermonate durch nachwachsende Haare überdeckt.
Häufig zieht sich ein Aalstrich vom Nacken bis zum Ansatz des Schwanzes. Für den Rothirsch ist es zudem charakteristisch, dass sich die Hinterseite des Oberschenkels deutlich von der übrigen Fellfarbe unterscheidet. Die Färbung dieses Spiegels ist grauweiß bis gelblich-weiß. Der Spiegel ist von schwärzlichen Haaren umrahmt und damit deutlich gegen die übrige Rückenpartie abgesetzt. Beim Rothirsch ist der Hodensack häufig ebenfalls sehr hell gefärbt. Angeführt vom weiblichen Leittier geht vom Spiegel bei Flucht eine Signalwirkung aus, die das Rudel zusammenhält.
Den in West- und Nordeuropa beheimateten männlichen Individuen wächst vor der Brunft eine Halsmähne, die am Vorderhals bis zu fünfzehn Zentimeter lang werden kann. Diese Tiere werden unabhängig von ihren Unterarten dem sogenannten elaphoiden Typ zugerechnet. Der in Südosteuropa beheimatete Rothirsch des maraloiden Typs ist dagegen fast oder völlig mähnenlos. Männliche Tiere weisen außerdem ein dunkles, gekräuseltes oder gewelltes Stirnhaar auf.

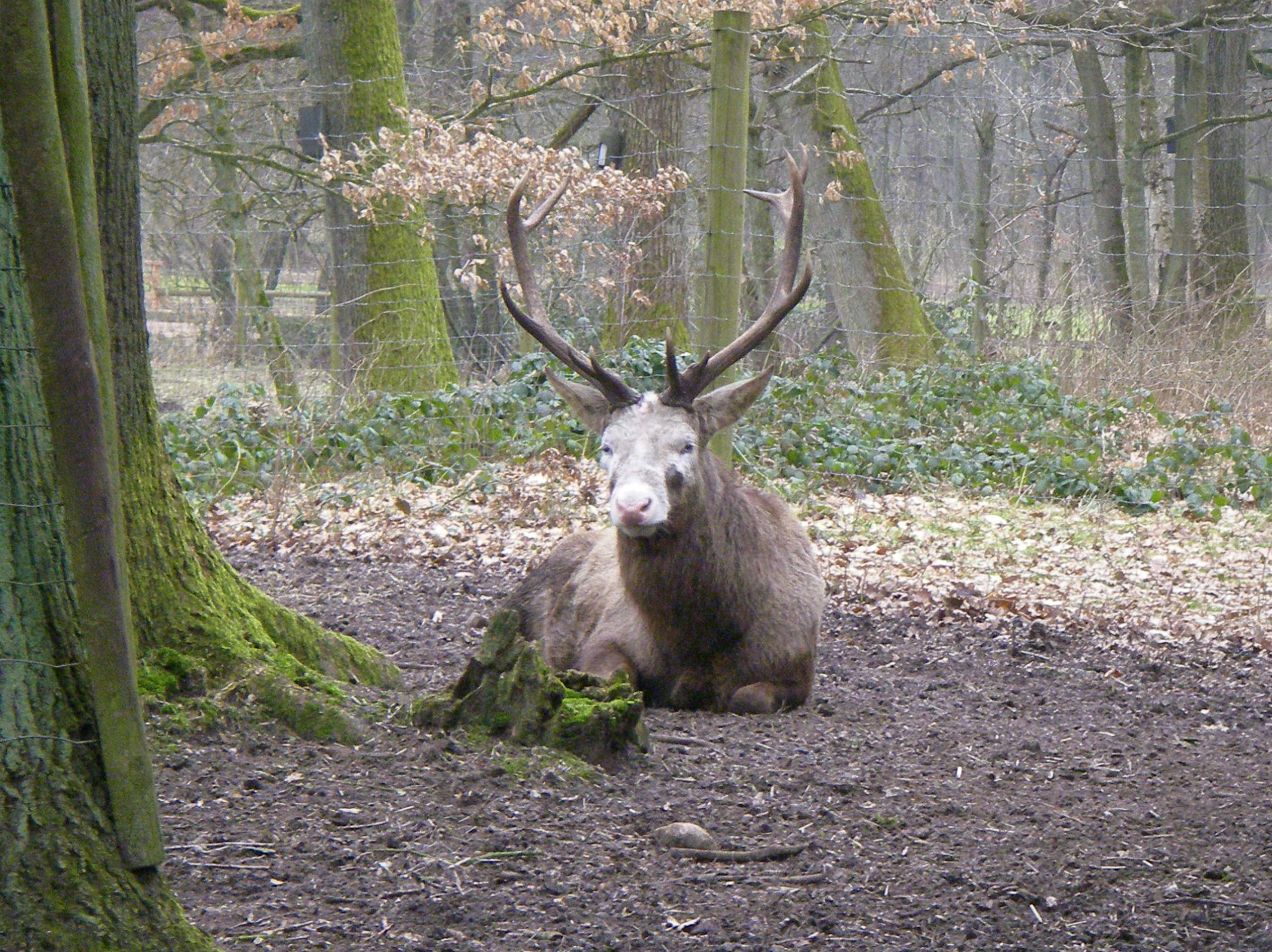
Blesswild (Rothirsch im Wildpark Eekholt)

Abweichende Fellfärbungen treten auch in freier Wildbahn auf. Die weiße Fleckung, wie sie für Kälber typisch ist, bleibt gelegentlich deutlich abgeschwächt bei adulten Individuen erhalten. In einigen Populationen weisen einige der Tiere am Kopf eine weiße Blesse auf, oder sie sind an den Fesseln weiß gefärbt.
Auch rein weiße Tiere sind in seltenen Fällen in freier Wildbahn zu beobachten. In Wildgehegen und -gattern werden solche Farbmutationen, die auch als Blesswild bezeichnet werden, mitunter gezielt gepflegt. Anders als beim Reh oder Damhirsch, wo Tiere mit einem schwarzen Haarkleid häufiger zu beobachten sind, ist Melanismus beim Rothirsch äußerst selten.
Im Reinhardswald im Norden Hessens sind geschätzt 50 Tiere in der 1000 Individuen zählenden Rothirschpopulation weiß. Genetische Untersuchungen zeigen, dass in zwei Gebieten 16 bzw. 26 Prozent das „weiße Gen“ in sich tragen. Nur wenn es beide Eltern tragen, wird das Junge weiß, was pro Jahr etwa zweimal vorkommt. Die weißen Tiere sind zwar nicht geschützt, werden aber aus jägerischem Aberglauben heraus nicht geschossen.

### Geweih

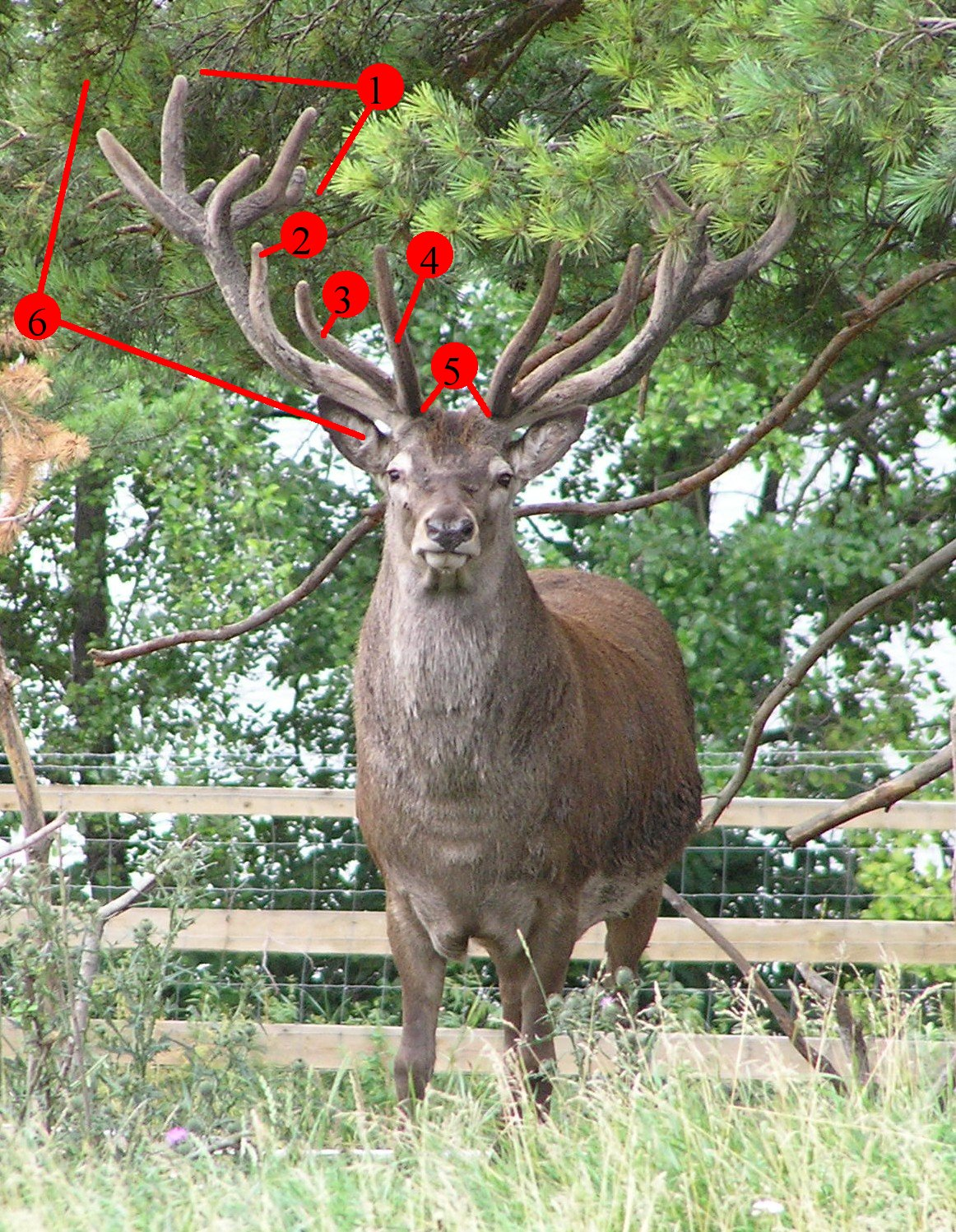
Rothirsch mit ungefegtem Geweih. Folgende jagdliche Bezeichnungen sind beim Rothirschgeweih üblich: 1 – Krone; 2 – Mittelsprosse; 3 – Eissprosse; 4 – Augsprosse; 5 – Rosen; 6 – Geweihstange

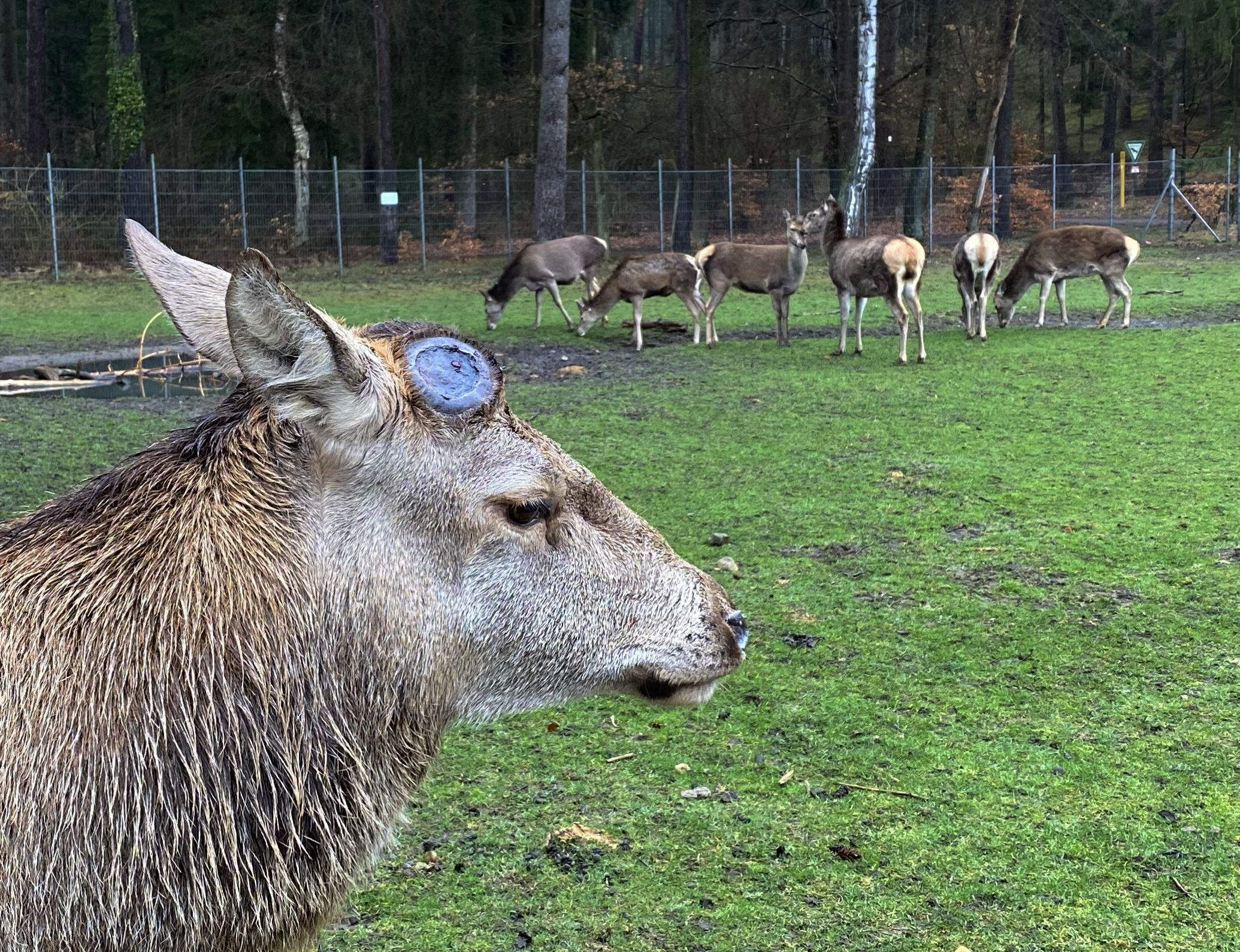
Rothirsch mit Rosenstock einen Tag nach dem Geweihabwurf; im Hintergrund einige Hirschkühe.

Das Geweih wächst nur den männlichen Tieren und wird je nach Lebensalter jährlich etwa im Februar bis April abgeworfen, eine Neubildung setzt kurzzeitig danach wieder ein und ist in circa fünf Monaten (140 Tagen) abgeschlossen. Der Geweihabwurf erfolgt umso eher, je älter das Individuum ist. Tiere mit großem Geweih bilden innerhalb dieser knapp vier Monate eine Knochensubstanz von vier bis fünf Kilogramm Gewicht aus. Im Durchschnitt wird das Geweih 90 bis 105 Zentimeter lang (je Stange) und wiegt 6 bis 6,5 Kilogramm (einschließlich Schädel). Außergewöhnlich große Geweihe messen zwischen 130 und 140 Zentimeter und bringen 18 bis 21 Kilogramm auf die Waage.
Männliche Hirschkälber entwickeln im Winter ihres ersten Lebensjahres den sogenannten Rosenstock, einen kurzen walzenförmigen Stirnbeinfortsatz. Gegen Ende des ersten Lebensjahres ist dieser in Form von zwei kleinen Höckern sichtbar, aus denen sich im Verlauf der Sommermonate erste, noch unverzweigte Geweihstangen, die sogenannten Spieße, entwickeln. Diese ragen häufig nicht über die Ohrenspitze hinaus, sie können aber auch bei besonders guter Ernährung eine Länge von 40 Zentimetern erreichen. Diese Spieße werden im Frühjahr des nächsten Jahres, wenn das Tier das Ende seines zweiten Lebensjahres erreicht hat, abgeworfen, und es setzt sofort die neue Geweihbildung ein. Je nach Veranlagung und Umweltbedingungen können dem jungen Männchen erneut unverzweigte und verhältnismäßig kleinbleibende Spieße oder ein sogenanntes Gabelgeweih wachsen.
Gelegentlich entwickeln sich junge Individuen bereits zu diesem Zeitpunkt zu einem Achtender. Beim Gabelgeweih verzweigen sich die Geweihstangen das erste Mal; es entwickelt sich die sogenannte Augsprosse. Der Geweihaufbau erfolgt grundsätzlich an den Spitzen der Stangen und den Enden. Unter idealen Bedingungen nehmen tendenziell sowohl die Länge der Geweihstangen, das Geweihgewicht und die Endenzahl bis etwa zum zwölften Lebensjahr eines Rothirsches zu. Einzelne Individuen weisen selten mehr als 20 Enden am Geweih auf. Es lässt sich allerdings nicht von der Endenzahl eines Tieres auf sein Lebensalter rückschließen, da die Geweihentwicklung von weiteren Faktoren bestimmt ist.
Das Geweih ist während seiner Wachstumsphase mit einer behaarten Haut, der Basthaut, überzogen. Basthaut unterscheidet sich von Körperhaut lediglich dadurch, dass ihr Schweißdrüsen und aufrichtende Haarmuskeln fehlen. Dieser Bast ist ebenso wie das noch wachsende Geweih von Blutgefäßen durchzogen. Mit fortschreitendem Wachstum verknöchert das Geweih, und schließlich verliert auch die Basthaut die nährende Funktion. Bei ausgewachsenen Männchen ist das Wachstum des Geweihs in Europa im Juli bis Anfang August abgeschlossen, und die Tiere beginnen, durch Fegen des Geweihs an Zweigen, Sträuchern und trockenen Pflanzenteilen die Basthaut abzustreifen. Die noch durchblutete Basthaut hängt zu diesem Zeitpunkt gelegentlich in blutigen Streifen vom Geweih herunter.
Ein frisch gefegtes Geweih ist durch eine noch helle Farbe gekennzeichnet. Erst in den nächsten Wochen verändert sich die Geweihfarbe hin zu einem hellbraunen bis schwarzbraunen Ton. Welche Farbe sich entwickelt, hängt von den zum Fegen genutzten Pflanzen und ihren unterschiedlich stark färbenden Säften ab.
Der Geweihabwurf erfolgt zu einem Zeitpunkt, da der Testosteronspiegel seinen niedrigsten Stand erreicht hat. Vor dem Abwurf wird die Zellschicht zwischen Rosenstock und Geweihstange wieder stark durchblutet. Dadurch lockert sich die Verbindung der Stange mit dem Rosenstock so weit, dass ein Anstoßen mit dem Geweih, oder bei großen Geweihen auch das Eigengewicht der Geweihstangen sie abfallen lässt.

### Stimme
Der Rothirsch verfügt über eine Reihe verschiedener Lautäußerungen. Am bekanntesten ist das Röhren der männlichen Tiere in der Brunft, das im Herbst zu hören ist. Auf die Funktion und das Klangbild wird im Kapitel Brunft eingegangen.
Durch Mahnen ruft die Hirschkuh das Kalb. Beim Säugen lässt das Kalb sogenannte „Behaglichkeitslaute“ hören – kurze, nasale Laute, die es rhythmisch ausstößt. Die Bettellaute, mit denen ein hungriges Kalb nach seiner Mutter ruft, sind gleichfalls nasal. Die Stimmlage fällt am Ende leicht ab. Bei den sogenannten Verlassenslauten ist der Ruf am Anfang hoch und fällt dann stark ab. Ein gellend-klagender Ruf ist zu hören, wenn sich die Kälber unmittelbar bedroht fühlen. Muttertiere sind dabei in der Lage, ihre Kälber an der Stimme zu erkennen.
Meist nur Rothirschkühe geben kurze bellende Schrecklaute von sich, wenn sie durch Vorgänge beunruhigt werden, deren Ursache sie nicht erkennen können. Sie werden durch heftiges Ausstoßen der Luft erzeugt.

### Sinne
Beim Rothirsch sind alle Sinne sehr gut entwickelt, darunter auch der Geruchssinn. Er zählt zu den sogenannten Makrosmatikern, da ein hoher Anteil der Nasenschleimhaut mit einem Riechepithel (Riechschleimhaut) überzogen ist. In der Regel bewegt sich der Rothirsch gegen den Wind, wenn er auf seine Äsungsflächen zieht. Ruheplätze suchen die Tiere so, dass der Wind dort entweder kreiselt oder vor allem aus Feindrichtung weht.
Die geruchliche Orientierung zeigt sich auch an anderen Verhaltensmustern: Potentielle Feinde werden vom Rothirsch häufig in einem weiten Kreis umgangen, bis der Wind aus deren Richtung weht. Kann ein Rothirsch eine Geruchsquelle noch nicht einordnen, hebt und senkt er mit leicht geöffnetem Maul und sich bewegendem Nasenspiegel den Kopf, um Witterung aufzunehmen. Menschliche Witterung kann ein Rothirsch bei günstigen Windverhältnissen auf einige hundert Meter wahrnehmen.
Die seitlich stehenden Augen mit den großen ovalen Pupillen erlauben dem Rothirsch, ohne Kopfdrehung einen weiten Umkreis zu überblicken. Er reagiert dabei besonders auf Bewegungen. Das Erkennungsvermögen für unbewegte Gegenstände ist dagegen nicht sehr hoch entwickelt. Die stark erweiterungsfähigen Pupillen ermöglichen, auch während der Dämmerung gut zu sehen.
Der Rothirsch ist in der Lage, seine Ohren unabhängig voneinander zu bewegen. Er kann daher die Richtung, aus der Geräusche kommen, sehr genau orten. Die Tiere lernen auch, sich an bestimmte Geräusche zu gewöhnen und sie als ungefährlich einzuordnen, so dass ein Flüchten über längere Distanzen unterbleibt. Dazu zählen beispielsweise die Geräusche der Motorsägen von Waldarbeitern oder redende Wanderer, die auf den Wegen verbleiben. Beim sogenannten „Sichern“ spielen die drei Sinne zusammen, und der Rothirsch überprüft mit Nase, Augen und Ohren, ob für ihn Gefahren lauern. Dabei nimmt er eine gespannte Körperhaltung ein, bei der der Hals aufgerichtet und die Ohren steil gespitzt sind. Die Augen sind weit geöffnet. Die Erregung des Tieres drückt sich auch in einer stechschrittartigen und schnellen Fortbewegung aus. Verharrende Individuen winkeln häufig einen der Vorderläufe an. Die gespannte Körperhaltung erlaubt dem Tier ein schnelles Herumwerfen und Flüchten, sobald es etwas als potentiell bedrohlich identifiziert hat.

## Verbreitung

### Lebensraum

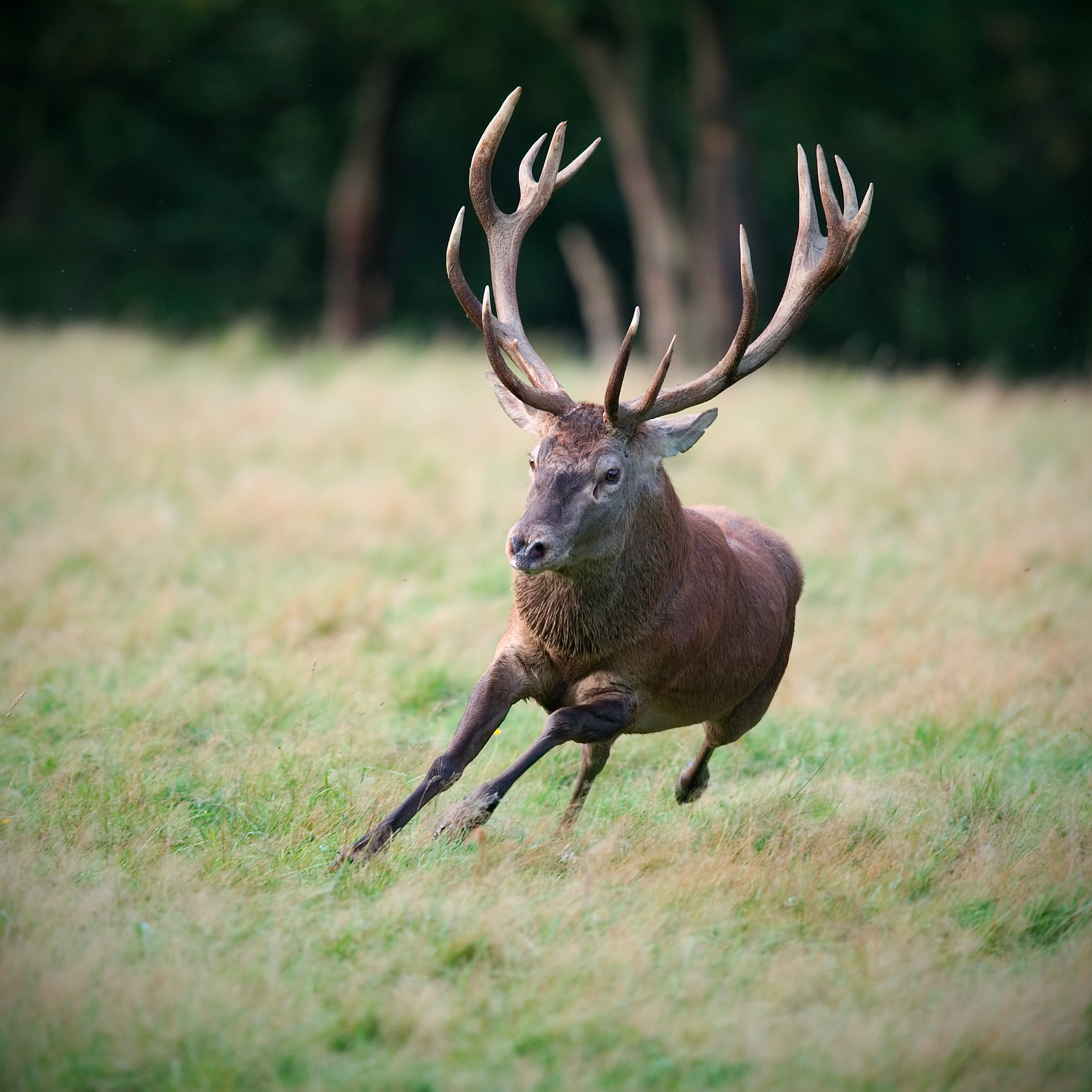
Flüchtender Rothirsch

Der Rothirsch bevorzugt Lebensräume mit einer engen Verzahnung aus strukturreichen Wäldern, Dickungen und großen offenen Lichtungen. Er kann aber auch in urwaldartig geschlossenen und nahrungsarmen Waldgebieten oder nahezu baumfreier Landschaft wie etwa in Schottland gut überleben. Da der Rothirsch sowohl in den kalten Hochlagen der Alpen, in den feuchten Flussauen Südosteuropas und in den heißen und trockenen Tiefebenen Spaniens vorkommt, kann er, was seine Lebensraumansprüche betrifft, als anpassungsfähige Art gelten. Dies belegt auch die erfolgreiche Ansiedelung als Neozoon in Ländern wie Chile, Argentinien sowie Neuseeland.
In Mitteleuropa ist die freie Lebensraumwahl des Rothirsches auf Grund der dichten Besiedelung durch den Menschen stark eingeschränkt. Da der Rothirsch den Menschen meidet, ist er überwiegend in Waldbiotopen zu finden und konzentriert sich dort auf die Bereiche, in denen er dem Kontakt mit Menschen am geringsten ausgesetzt ist. So ist er insbesondere auch in militärischen Übungsgebieten zu finden. In Deutschland wird außerdem jagdrechtlich zwischen Rothirschgebieten und rothirschfreien Gebieten unterschieden. In Letzteren ist es gesetzlich untersagt, die Art zu hegen. Bekannten, alten Fernwechseln des Rothirsches zwischen den einzelnen genutzten Habitaten wird kein besonderer Schutz zuteil. Aus biologischer Sicht handelt es sich bei den heutigen mitteleuropäischen Rothirschgebieten um inselartige Rückzugsräume. Der für die genetische Vielfalt der Rothirschpopulation notwendige Austausch zwischen den verschiedenen Vorkommen ist sowohl von gesetzlicher wie raumordnerischer Seite nicht gewährleistet. Es unterbleiben auch die Wanderungen zwischen Winter- und Sommereinständen, die ursprünglich für diese Hirschart charakteristisch waren und für ihren Nahrungserwerb eine hohe Rolle spielten. Dies kann in einzelnen Revieren zu einer punktuell hohen Wilddichte mit einer entsprechenden Waldschädigung führen. Auf diese Waldschäden wird im Kapitel Rothirsch und Mensch näher eingegangen.

### Natürliches Verbreitungsgebiet

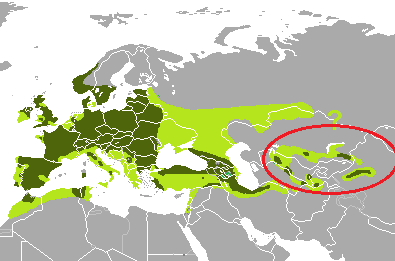
Ursprüngliches (hellgrün) und heutiges (dunkelgrün) Verbreitungsgebiet des Rothirsches, im roten Oval - das Verbreitungsgebiet des China-Rothirsches (C. hangul)

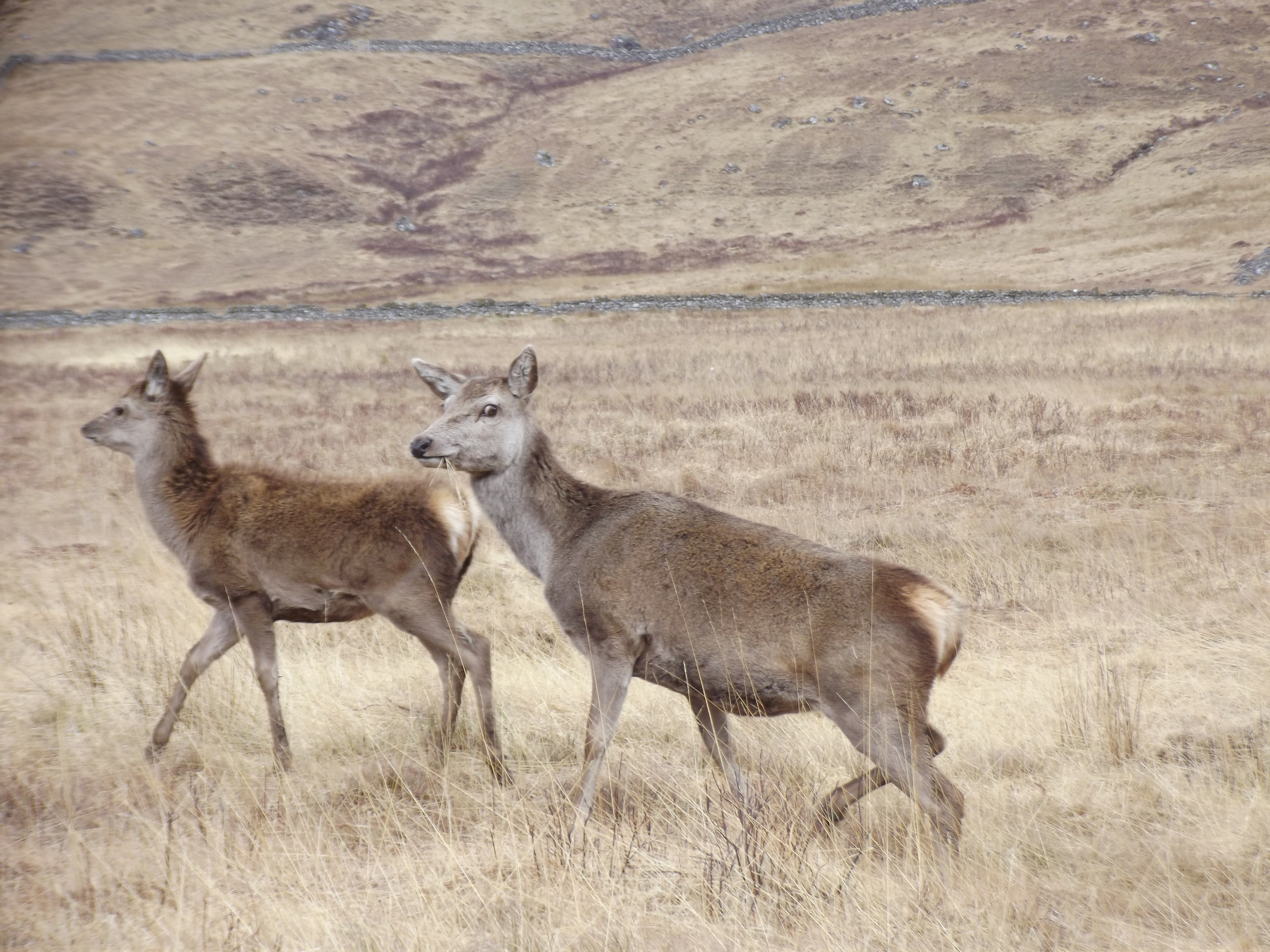
Hirschkuh mit Kalb in den Schottischen Highlands

Das Verbreitungsgebiet des Rothirsches umfasst Europa, Westasien und Nordafrika. Zu den rothirschreichen Ländern Europas zählen Großbritannien mit einem Verbreitungsschwerpunkt in England und Schottland, die Bundesrepublik Deutschland, Österreich und Spanien. In Österreich hat er sein Siedlungsareal in den letzten Jahrzehnten ausgedehnt. In der Schweiz war der Rothirsch um 1850 ausgerottet. Über Alpenpässe wie die Kleine Furka, das Schweizertor und die Schesaplana wanderten in den folgenden Jahrzehnten wieder Rothirsche ein. Um 1925 hatte sich der Bestand bereits soweit erholt, dass die Tiere in Graubünden als Plage angesehen wurden. In Deutschland lebten nach Angaben der Deutschen Wildtier Stiftung in 2017 rund 220.000 Rothirsche.
Hohe Bestände weisen außerdem Polen, Tschechien, die Slowakei, Serbien, Ungarn, Kroatien, Bosnien und Rumänien auf. Frankreich, Italien, Griechenland, Belgien, Irland, die Niederlande sowie Dänemark, Norwegen und Schweden haben nur geringe Bestände. Die Bestände auf Korsika und Sardinien gelten als bedroht.
In Osteuropa ist das Verbreitungsgebiet des Rothirsches noch weitgehend zusammenhängend. Für Westeuropa ist eine stark fragmentierte Verbreitung mit zum Teil sehr kleinen Vorkommen charakteristisch. Die deutschen Verbreitungsschwerpunkte sind die Mittelgebirge sowie die Alpen und das Alpenvorland. Größere Verkehrswege sowie stark besiedelte Gebiete verhindern teilweise einen genetischen Austausch zwischen den einzelnen Verbreitungsgebieten.

### Vorkommen in Deutschland
In Deutschland besteht in landesrechtlich festgelegten Rotwildbezirken eine Jagd- und Schonzeitregelung. Je nach Bundesland besteht während der Jagdzeit für den Rothirsch außerhalb von diesen festgelegten Rotwildbezirken ein Abschussgebot. In Mecklenburg-Vorpommern, Niedersachsen, Brandenburg, Sachsen und Sachsen-Anhalt wurden die Rotwildbezirke abgeschafft.

### Rothirsch als eingeführte Tierart

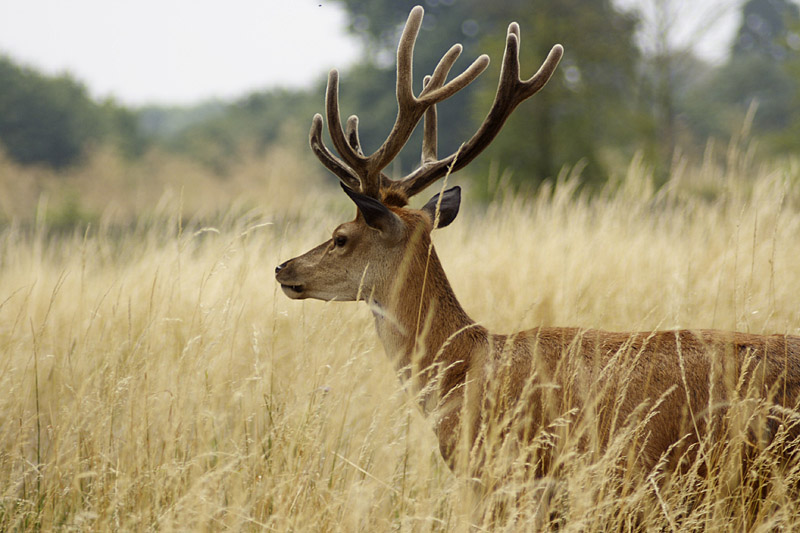
Rothirsch

Der Rothirsch wurde in einige Gebiete als Neozoon eingeführt, darunter Australien, Argentinien, Chile, USA, Kanada und Neuseeland. Die Erfahrungen damit sind sehr unterschiedlich.
Jagdbegeisterte Farmer importierten im Jahre 1904 den Rothirsch aus den Karpaten und den österreichischen Alpen zunächst nach Argentinien, um ihn auf ihren weitläufigen Farmen als Jagdwild zu etablieren. Von diesen Importen stammen im Wesentlichen auch die Bestände in Chile ab. Ausgehend von diesen Farmen hat sich der Rothirsch in Chile und Argentinien als freilebende Wildart etabliert. Der Bestand in Chile betrug Ende der 1980er Jahre 4200 Tiere auf einer Fläche von etwa 340.000 Hektar. Legal dürfen diese Tiere auf dem Gelände ausgewiesener Jagdfarmen gejagt werden. Daneben werden sie in großer Zahl gewildert. Von negativen Auswirkungen auf die Artenvielfalt in Chile und Argentinien wird wegen der generell geringen Individuenzahl und der geringen Bestandsdichte nicht ausgegangen.
In Australien wurde durch Akklimatisationsgesellschaften bereits im 19. Jahrhundert der Rothirsch neben anderen Hirscharten eingeführt. Die klimatischen Bedingungen Australiens haben aber verhindert, dass es bei dieser Art zu einem vergleichbar starken Populationsanstieg wie etwa beim Wasserbüffel kam. Der Rothirsch kommt in kleinen, isolierten Populationen vor, ohne gravierende Auswirkungen auf die Fauna Australiens zu haben. Für einzelne Nationalparks wird lediglich wegen der Nahrungskonkurrenz eine negative Korrelation zwischen dem Vorkommen des Rothirsches und Kängurus vermutet.
Anders ist die Situation in Neuseeland, wo die klimatischen Bedingungen die Ausbreitung des Rothirsches auf beiden neuseeländischen Inseln begünstigte. Die erste erfolgreiche Einführung in Neuseeland fand 1854 auf der Südinsel statt, die meisten Auswilderungen von aus Europa eingeführten Tieren erfolgte zwischen 1890 und 1910, die letzte fand 1926 auf der Nordinsel statt. Der Rothirsch hat direkt und indirekt negative Auswirkungen auf die neuseeländische Natur: Durch sein Freßverhalten trägt er zur Erosion von Hängen bei, verändert nachhaltig die Pflanzenstruktur und fördert die Ausbreitung eingeführter Pflanzenarten wie Disteln, Greiskraut und Clematis-Arten. Die Schäden, die die Tiere in Neuseeland anrichteten, wurden sehr früh erkannt: Bereits in den 1930er Jahren versuchte die neuseeländische Regierung durch Keulen den Rothirschbestand zu senken. Zu einer nachhaltigen Reduktion der Bestandsdichte kam es erst ab den 1960er Jahren, als zunehmend Vermarktungsmöglichkeiten für neuseeländisches Wildbret entwickelt wurden und gleichzeitig durch den Einsatz von Hubschraubern ein Abschuss in bis dahin unzugänglichen, aber rothirschreichen Regionen möglich wurde. Die Erschließung von Absatzmärkten in Europa und Asien führte auf Neuseeland ab 1970 zur Etablierung von Hirschfarmen, wo der Rothirsch nutztierartig gehalten wird.
Der Rothirsch wird zu den 100 gefährlichsten Neobiota weltweit gezählt.

## Lebensweise

### Nahrung

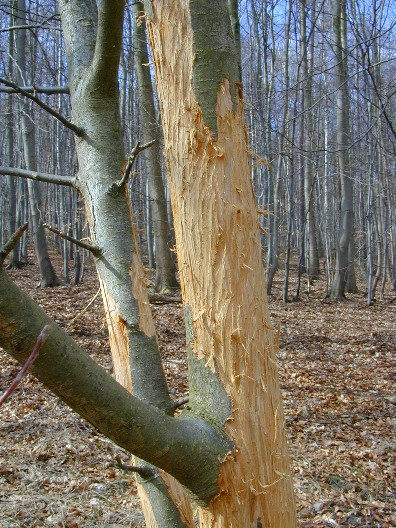
Von Rothirschen geschälte Weide

Der Rothirsch wird nach seinem Nahrungsverhalten als Intermediärtyp eingestuft. Er nimmt damit eine Zwischenstellung ein zwischen Tieren, die ausschließlich Raufutter verwerten, und solchen, die Selektierer sind. Zu letzterem Typus gehört beispielsweise das Reh, das auf hochwertige Nahrung angewiesen ist. Täglich nimmt der Rothirsch zwischen acht und zwanzig Kilogramm Grünfutter zu sich. Die hohe Schwankung ergibt sich durch die unterschiedliche Qualität der gefressenen Nahrungspflanzen sowie dem jahreszeitlich schwankenden Nahrungsbedarf. Tragende oder säugende Weibchen sowie Männchen, deren Geweih heranwächst, haben einen besonders hohen Nahrungsbedarf.
Der im Verhältnis zur Körpergröße relativ große Pansen mit einem Fassungsvermögen bis zu 25 Liter ermöglicht dem Rothirsch, auch zellulosereiche und nährstoffarme Nahrung wie Baumrinde und Gras zu verdauen. Gras, Kräuter, Feldfrüchte aller Art wie Rüben und Kartoffeln, die mit den Vorderläufen ausgegraben werden, Eicheln, Bucheckern, Kastanien, Obst, verschiedene Pilze, Baumrinde, Moos, Flechten, Heidekräuter, Knospen und junge Zweige von Bäumen und Sträuchern gehören gleichfalls zu seinem Nahrungsspektrum. Einzelne Untersuchungen in Europa haben gezeigt, dass von im Untersuchungsgebiet vorkommenden Pflanzenarten über 90 Prozent als Nahrungspflanzen genutzt werden. Gemieden werden lediglich einige Sauergräser, Moose sowie Roter Fingerhut, Schwarze Königskerze, Wilde Karde und Acker-Kratzdistel.
Die Anwesenheit des Rothirsches in einem Gebiet hat Auswirkungen auf die Häufigkeit von Pflanzenarten. Bei Vergleichen zwischen für die Tiere unzugänglichen Flächen mit angrenzenden Flächen, auf denen sie fressen konnten, wurden für letztere ein völliges Verschwinden von Arten wie der Gemeinen Esche, Feldahorn, Mehlbeere und Salweide festgestellt, die auf den benachbarten, geschützten Flächen dagegen gut gediehen. Auf diesen eingegatterten Flächen fanden sich auch Arten wie Vogelwicke, Wald-Sternmiere und Ohrweide sehr viel häufiger. Der Rothirsch zeigt damit eine typische Nahrungspräferenz, dass sich so aus der Verdrängung von bestimmten Pflanzen auf die Dichte der Rothirschpopulation rückschließen lässt.

### Nahrungserwerb

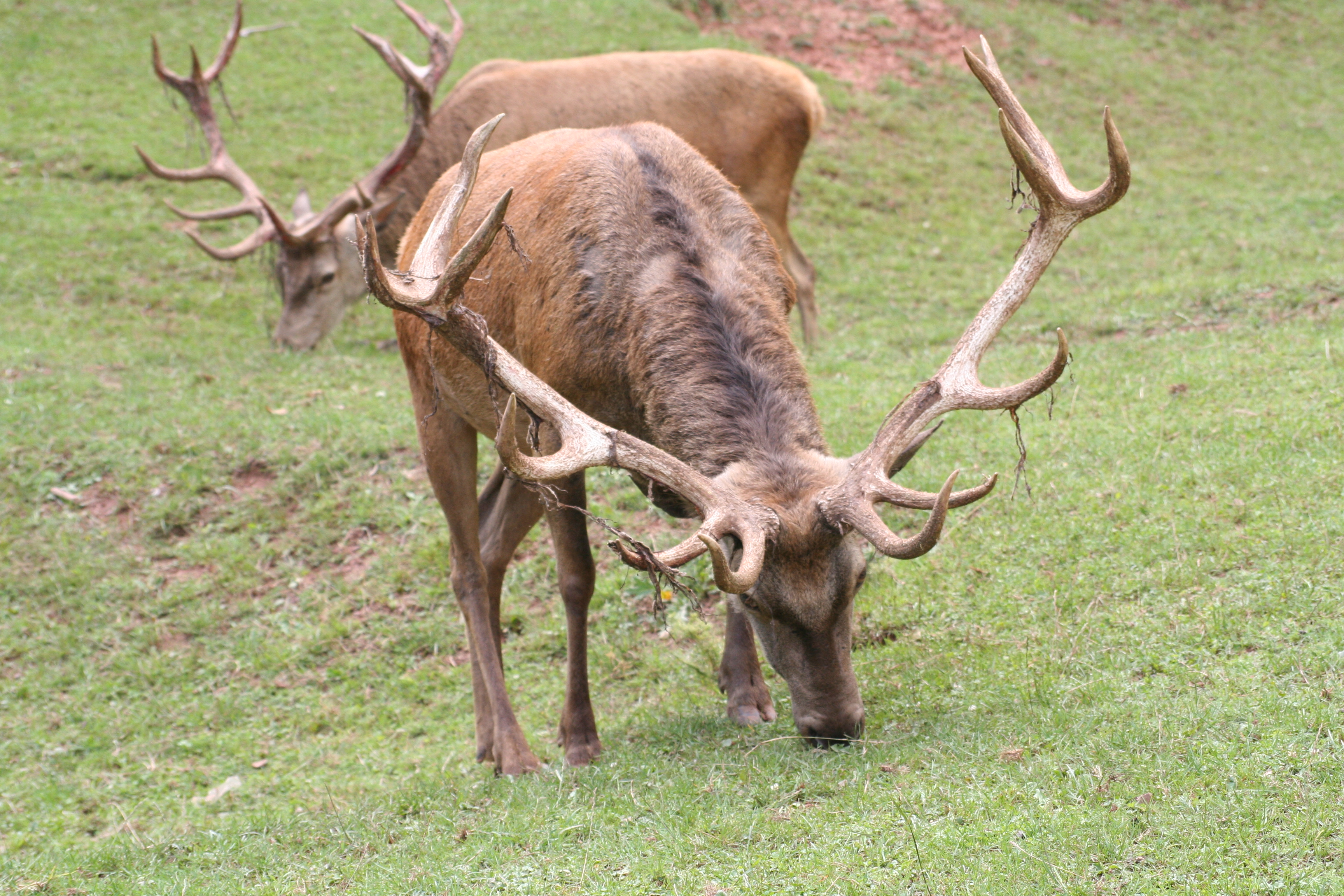
Fressende Rothirsche mit frisch gefegten Geweih und Bastfetzen

Außerhalb der Brunftzeit dominiert das Fressverhalten den Tagesrhythmus des Rothirsches. In Revieren ohne äußere Störungen wechseln sich Fresszeiten verhältnismäßig gleichmäßig mit Ruheperioden ab, in denen die Wiederkäuer dösen und die aufgenommenen Pflanzen verwerten. Die erste Fressperiode liegt in den frühen Morgenstunden, die letzte etwa um Mitternacht. Mit Fressen verbringen die Tiere insgesamt etwa sieben bis zehn Stunden am Tag und mit Wiederkäuen etwa fünf bis sechs Stunden. In Revieren, in denen es häufig zu Störungen durch den Menschen kommt, ist der Rothirsch dagegen überwiegend in der Dämmerung und Nacht auf offenen Äsungsflächen zu finden.
Beim Fressen zerkaut der Rothirsch seine Nahrung zunächst nur sehr oberflächlich. Als Wiederkäuer würgt er den im Pansen befindlichen Nahrungsbrei wieder hoch, kaut ihn erneut und schluckt ihn wieder hinunter. Dieser Vorgang kann sich mehrfach wiederholen, bis die Nahrung ausreichend zerkleinert ist. Nahrung, die bereits hinreichend zerkleinert ist, gelangt durch eine Schlundrinne zunächst in den Blättermagen, von wo aus der angedaute Nahrungsbrei in den Labmagen gelangt, wo die eigentliche Verdauung stattfindet.
Der Kot des Rothirsches besteht ausschließlich aus den unverdauten Rückständen pflanzlicher Nahrung und ist dementsprechend faserig. Er ist fest und eher kleindimensioniert und findet sich oft in der Nähe von Futterplätzen und im Bereich von Lichtungen.

### Sozialstruktur
Der Rothirsch ist grundsätzlich ein soziales Tier, das sich in Trupps oder Rudeln zusammenschließt. Der Wildbiologe Wilfried Bützler bezeichnet das Zusammensein des Rothirsches mit seinen Artgenossen als das dominierende Element seiner Existenz. Die einzelnen Rudel sind dabei standorttreu. Lediglich starke Beunruhigung führt dazu, dass Rudel ihr Gebiet verlassen. Die Größe der einzelnen Rudel ist grundsätzlich abhängig vom Lebensraum. In Regionen mit einem hohen Anteil an Freiflächen oder sogar völlig offenen Landschaften sind die Rudel in der Regel größer als in reinen Waldbiotopen. Auch in Europa kommen Rotwildrudel vor, die 200 Tiere umfassen. Die nah verwandten Wapitis in Nordamerika bilden sogar Rudel mit mehr als 1000 Tieren.
Ausgewachsene Tiere leben von der Brunftzeit abgesehen in jeweils nach Geschlechtern getrennten Rudeln. Lediglich sehr alte Individuen leben ausnahmsweise auch einzelgängerisch.

#### Weibliche Tiere im Rudel

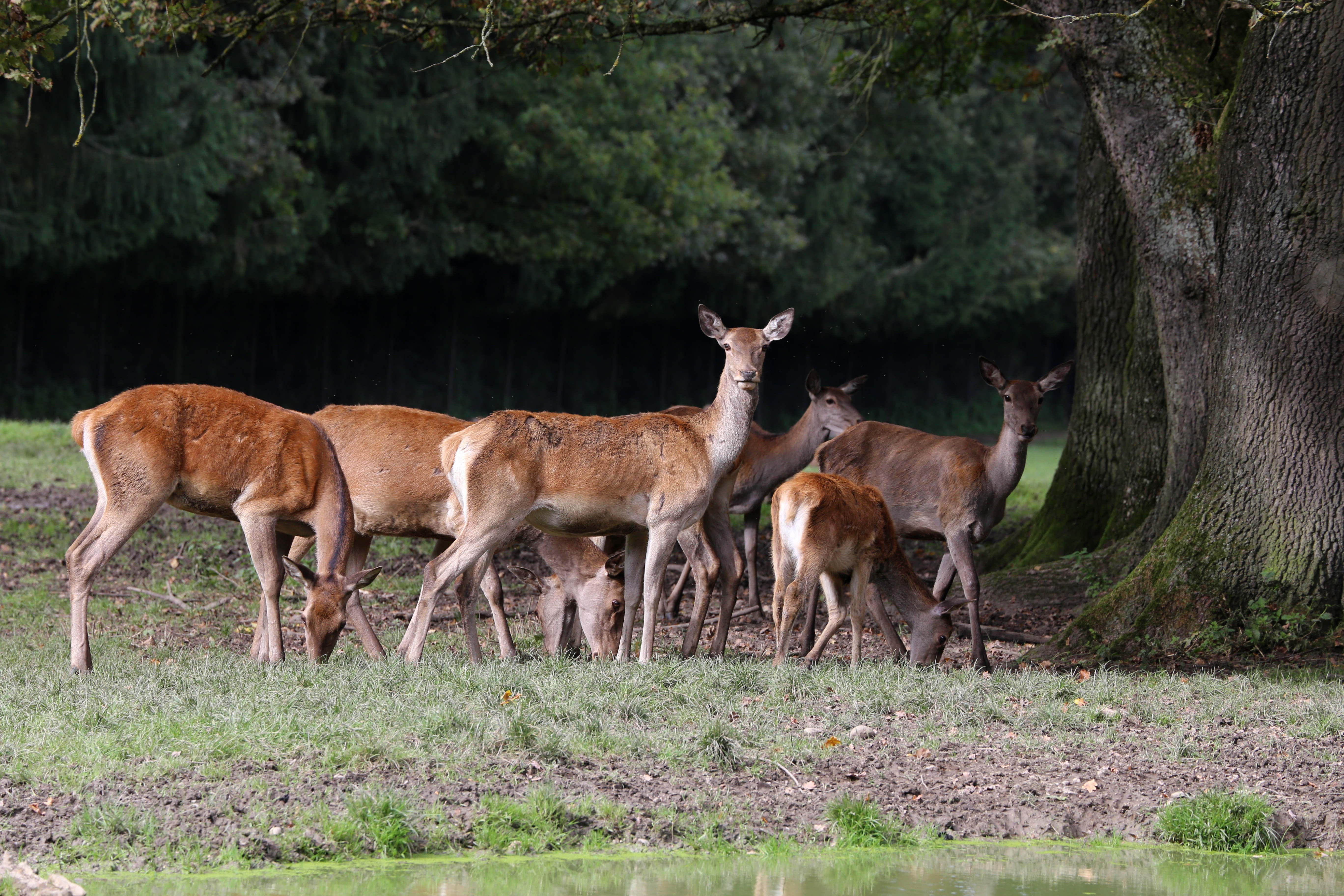
Sogenanntes Kahlwildrudel mit Kalb

Die Rudel weiblicher Tiere mit ihren Jungen werden jagdlich Kahlwildrudel genannt. Sie setzen sich in der Regel aus mehreren Mutterfamilien zusammen, die jeweils aus einem Alttier, einem Jährling und einem Kalb bestehen. Kurz vor der Niederkunft mit dem neuen Kalb sondern sich die Muttertiere vom Rudel ab und vertreiben dann auch die ihnen folgenden Jährlinge. In der Regel schließen sich Jährlinge nach der Niederkunft wieder dem Muttertier an. Bei männlichen Jährlingen endet die Mutterbindung während des zweiten Lebensjahrs. Sie schließen sich einem Rudel aus männlichen Tiere an. Der Zeitpunkt, ab dem die Mutterbindung weiblicher Jährlinge endet, ist weniger eindeutig. Die enge Bindung an das Muttertier endet beim Jungtier wahrscheinlich zu dem Zeitpunkt, zu dem es selbst erstmals ein Kalb wirft. Häufig verbleiben die weiblichen Nachkommen aber im weiteren Einstandsrevier ihrer mütterlichen Verwandtschaftslinie und bleiben mitunter sogar im selben Rudel zusammen.
Verglichen mit den Rudeln männlicher Tiere ist die Zusammensetzung eines Mutterrudels verhältnismäßig stabil. Kennzeichnend für sie ist, dass sie einem Leittier folgen, das beim Ziehen die Richtung wählt und dem sich die anderen anschließen. Es handelt sich dabei um eine sogenannte passive Führerschaft, das heißt die Mehrzahl der Tiere folgt freiwillig den Handlungen eines Einzeltiers. Abgesehen vom eigenen Kalb ist es für dieses Einzeltier nicht maßgeblich, ob ihm die anderen Mitglieder des Rudels folgen. Die Leittierrolle fällt deshalb dem Alttier zu, das besonders aufmerksam und misstrauisch ist und am schnellsten auf Gefahren reagiert. Seine Warn- und Schreckrufe sind vom Fürsorgetrieb für das Kalb motiviert und richten sich nur an den eigenen Nachwuchs. Durch Stimmungsübertragung folgt der Rest des Rudels aber den Handlungen dieses Alttiers. Leittierrollen werden entsprechend auch nur von Rothirschmüttern wahrgenommen, die Kälber führen.

#### Männliche Tiere im Rudel

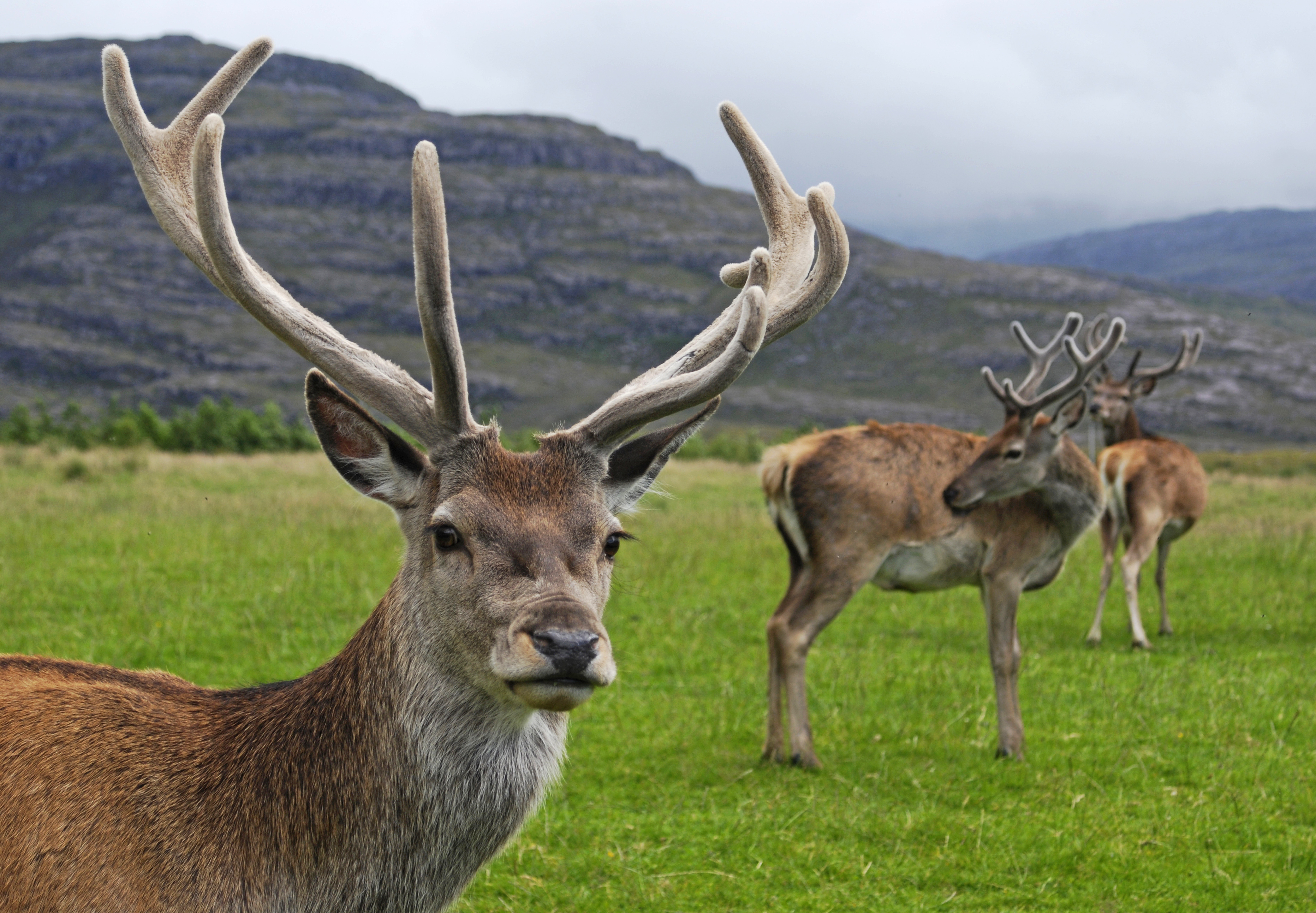
Männliche Rothirsche mit Basthaut

Die männlichen Tiere schließen sich ebenfalls zu Rudeln zusammen, die jagdlich als Hirschrudel bezeichnet werden. Entsprechend dem Altersaufbau der Rothirschpopulation überwiegt in diesen Rudeln der Anteil junger bis mittelalter Tiere. Männliche Individuen, die über 10 Jahre alt sind, leben gelegentlich einzelgängerisch oder nur von einem weiteren, etwas jüngeren Tier als Beihirsch begleitet.
Die Rudel männlicher Tiere sind in ihrer Zusammensetzung instabiler als entsprechend die Rudel weiblicher Tiere. In der Regel wandern mit Beginn der Brunft die älter als fünfjährigen und damit fortpflanzungsfähigen männlichen Tiere zu den Brunftplätzen ab. Größere Rudel aus männlichen Individuen, in denen auch die Brunfthirsche versammelt sind, bilden sich erst mit Winterbeginn erneut. Durch Droh- und Imponierduelle sowie in kämpferischen Auseinandersetzungen wird die soziale Rangordnung innerhalb dieser Rudel ermittelt. Ein individueller männlicher Rothirsch „weiß“ dabei jeweils, welches die ihm überlegenen und welches die ihm unterlegenen Tiere sind. Obwohl damit eine deutliche, soziale Rangordnung besteht, gibt es keinen Rudelführer, der dem Leittier der Rudel der Weibchen entspricht. Die soziale Rangordnung innerhalb eines Rudels kann sich bis zum nächsten Brunftbeginn mehrmals ändern. Der Geweihabwurf, der bei den älteren männlichen Individuen zuerst einsetzt, geht normalerweise mit einem Rangverlust einher. Wenn auch die jüngeren Männchen ihre Geweihe verloren haben, kommt es erneut zu Rangordnungskämpfen, die diesmal mit den Vorderläufen ausgetragen werden. Dabei richten sich die Tiere auf den Hinterbeinen auf. Während der Zeit, in der die männlichen Tiere ihr ausgewachsenes Geweih durch Fegen von der Basthaut befreien, kommt es meist erneut zu kämpferischen Auseinandersetzungen, bei denen diesmal die Geweihe eingesetzt werden.

### Fortpflanzung

#### Platzhirsch

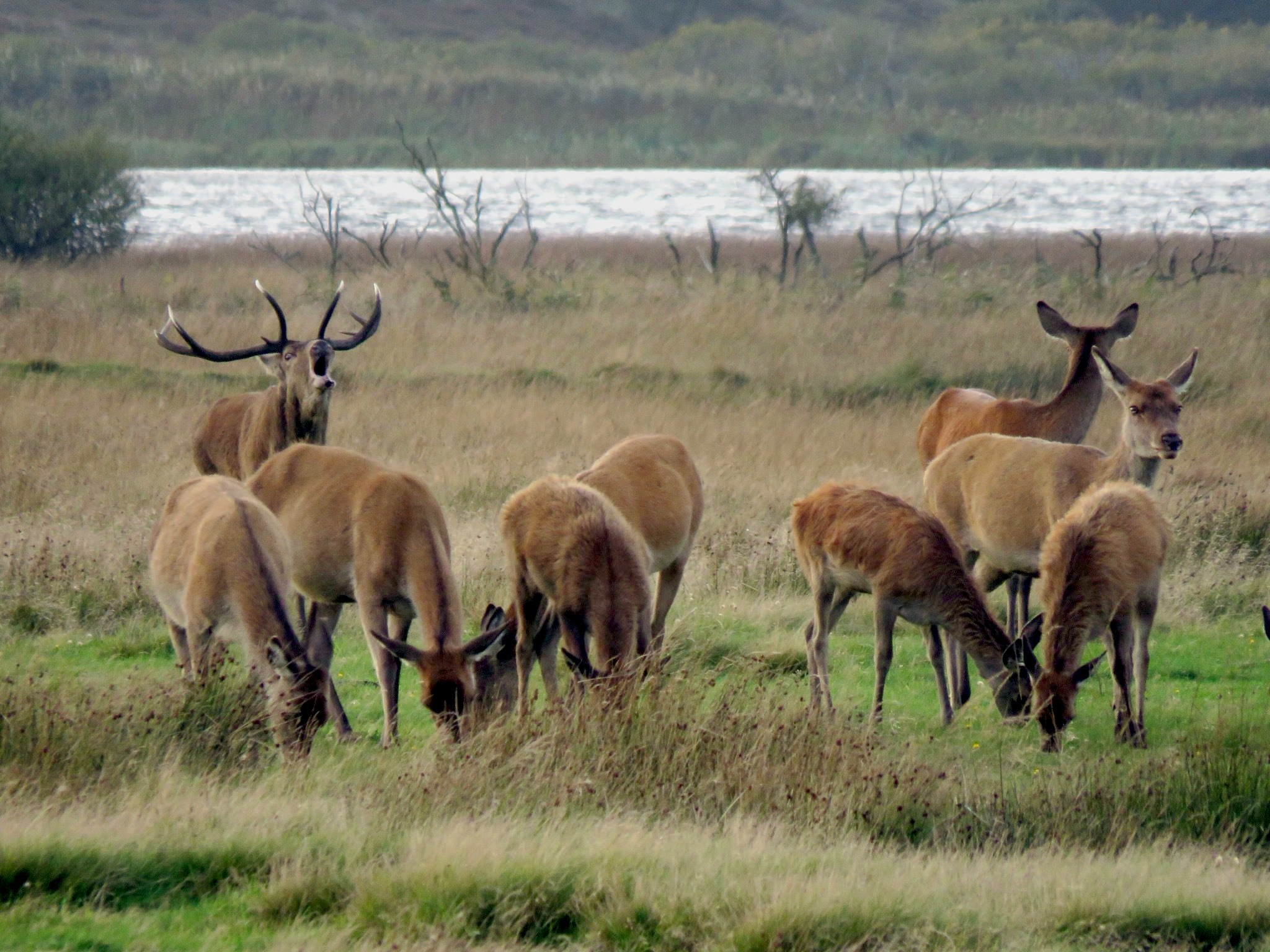
Röhrender Platzhirsch in Begleitung seines Rudels

Die Paarungszeit beginnt in Mitteleuropa Anfang September und dauert fünf bis sechs Wochen. Im Alpenhochland sowie in Schottland setzt die Brunft dagegen erst im Oktober ein. Schon gegen Ende August trennen sich die älteren männlichen Rothirsche von den Rudeln und suchen die Gruppen der weiblichen Tiere auf. Ausschlaggebend dafür ist der Hormonzyklus, der ältere Individuen zuerst brunftbereit werden lässt. Auf der Wanderung zu den Brunftterritorien legen die Tiere mitunter größere Strecken zurück. Belegt ist die Wanderung eines Männchens über eine Strecke von 120 Kilometern. Das Brunftterritorium (auch Brunftplatz genannt) ist meist eine bevorzugte ebene Äsungsstelle des Weibchenrudels wie etwa eine Waldlichtung.
Zum Beginn der Paarungszeit können sich im Umfeld einer Gruppe weiblicher Rothirsche mehrere männliche Tiere aufhalten. Nach Drohen und ersten Kämpfen verbleibt schließlich nur das stärkste Männchen bei diesem Rudel. Er wird jagdlich als Platzhirsch bezeichnet, während die sich in weiterer Entfernung aufhaltenden männlichen Individuen jagdlich Beihirsche genannt werden.
Kennzeichnend für den Platzhirsch ist, dass er weibliche Tiere, die sich vom Rudel entfernen, häufig wieder zurücktreibt. Dazu überholt er das sich entfernende Tier und schreitet in einer Imponierhaltung vor ihm her. Charakteristisch für diese Imponierhaltung ist ein wiegender Stechschritt und ein hoch erhobener Kopf mit nach oben gerichtetem Maul. Dieses Verhalten wird auch als Eckzahndrohen bezeichnet. Es findet sich auch bei Hirscharten wie Muntjak und Wasserreh, die noch vergrößert ausgebildete Eckzähne aufweisen. Beim Rothirsch haben sich die oberen Eckzähne zwar zurückentwickelt, das Verhalten ist jedoch erhalten geblieben. Das Geweih dagegen wird gegenüber den weiblichen Tieren nur drohend eingesetzt. Grundsätzlich übernimmt der Platzhirsch jedoch keine Führungsrolle im Brunftrudel. Er hält sich lediglich im Umfeld eines Weibchenrudels auf, das nach wie vor seinem Leittier folgt.
Zu den typischen Verhaltensmerkmalen des Platzhirsches gehört außerdem das olfaktorische Markieren des Paarungsterritoriums durch Urin und Drüsensekrete. Der Urin des Männchens enthält das Geschlechtspheromon Androsteron, das so intensiv riecht, dass es auf dem Höhepunkt der Brunft auch vom Menschen wahrgenommen werden kann. Scharren, das kampfähnliche Aufstochern oder Forkeln des Bodens mit dem Geweih, Urinieren in die Suhle und anschließend ausgedehntes Wälzen darin gehören ebenfalls zu den typischen Verhaltensweisen des Platzhirsches.

#### Paarung

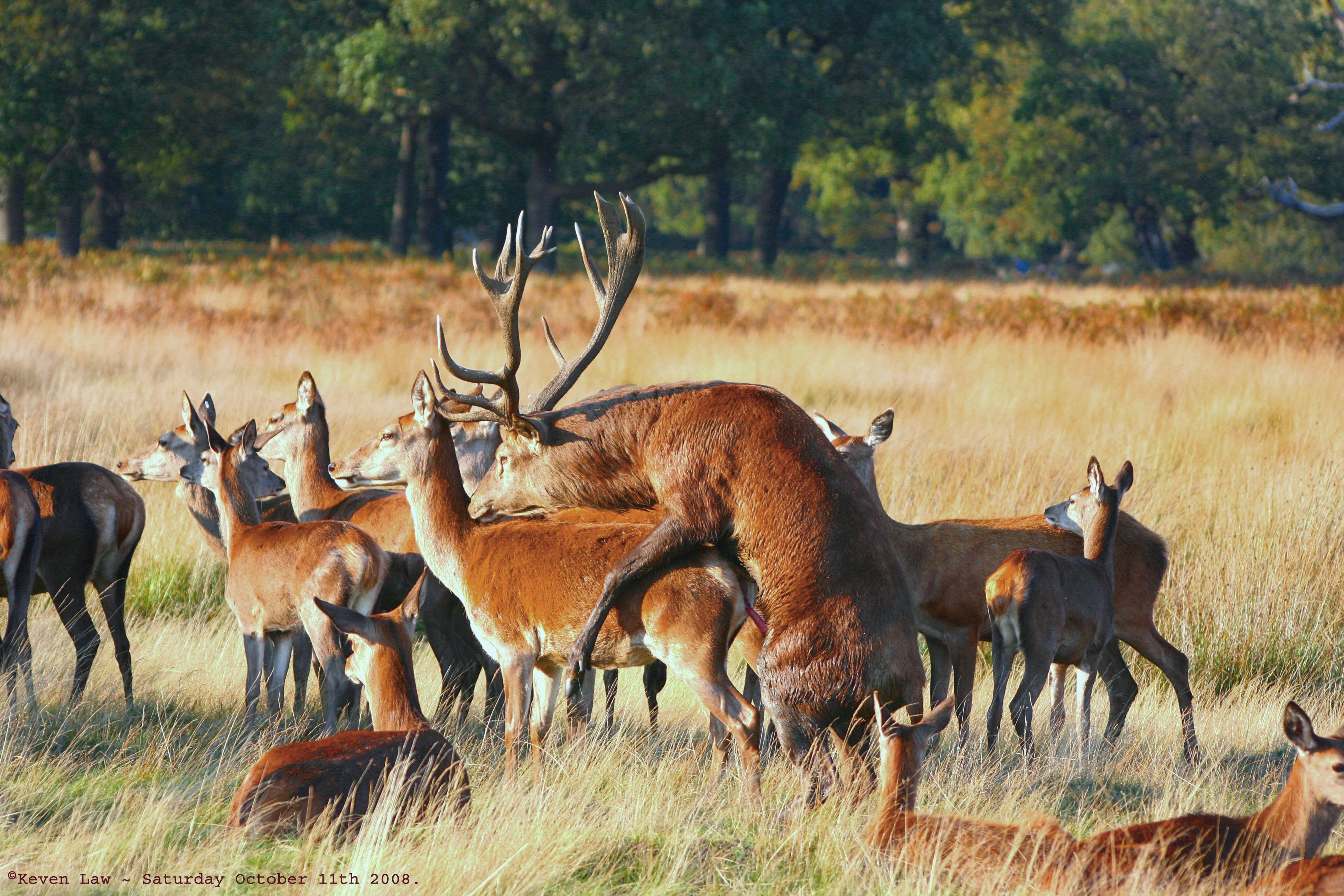
Der Platzhirsch begattet ein Weibchen

Brünftigen weiblichen Tieren folgt das Männchen mit vorgestrecktem Kopf. Nur wenn das weibliche Tier paarungsbereit ist, bleibt es mit etwas gekrümmtem Rücken, eingewinkelten Hinterläufen und gesenktem Haupt stehen. Der männliche Rothirsch beleckt zuerst die Region um die Vulva und reitet dann auf. Dabei werden die Vorderläufe fest um den Rumpf des weiblichen Tieres geklammert und im Moment des Samenergusses stößt sich das Männchen mit den Hinterläufen vom Boden ab. Kommt es nicht zur Befruchtung, ovulieren die weiblichen Tiere bis maximal sechs Mal während der Paarungszeit. Der Abstand beträgt etwa jeweils 18 Tage.
Von einer gekrümmten Körperhaltung geht grundsätzlich eine sehr starke Signalwirkung aus. Sie wird grundsätzlich als Paarungsaufforderung verstanden. Männliche Rothirsche reiten deshalb auch auf Geschlechtsgenossen auf, wenn diese beispielsweise aufgrund einer Verletzung eine solche Haltung einnehmen.

#### Paarungskämpfe

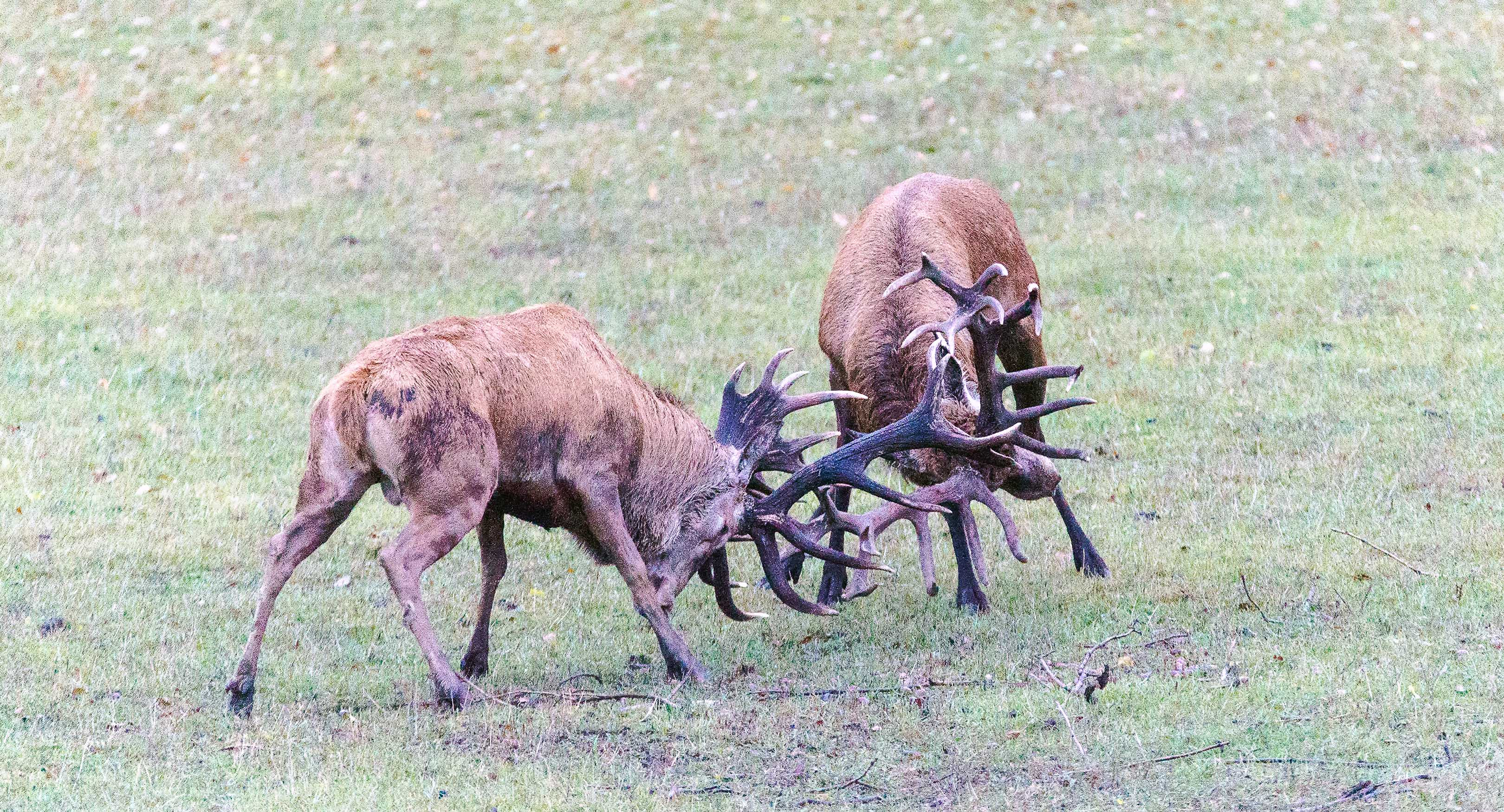
Kämpfende Rothirsche in Mecklenburg

Platzhirsche sind häufig bereits aufgrund ihres Imponiergehabes in der Lage, einen Rivalen von den Rudeln weiblicher Tiere fernzuhalten. Dazu trägt bei, dass aufgrund des Hormonzyklus zuerst die älteren und damit körperlich am weitesten entwickelten männlichen Rothirsche in die Brunft geraten und sich bei den Weibchen einfinden.
Brunftkämpfe werden normalerweise durch Rufduelle eingeleitet. Sie steigern sich gewöhnlich in Lautstärke und Schnelligkeit, während die Männchen aufeinanderzuschreiten. Befinden sie sich in Sichtweite zueinander, ist die Bewegung häufig sehr langsam und die Körperhaltung angespannt. Jetzt kann eine Phase des Parallelgehens beginnen, bei der die Rivalen mit fünf bis zehn Meter Abstand Seite an Seite einher stolzieren, so dass sie sich gegenseitig die Breitseite zeigen. Kann durch dieses gegenseitige Imponieren keiner der Kontrahenten den anderen vertreiben, werfen sie sich gleichzeitig herum und verhaken die Geweihe ineinander. Wilfried Bützler, der zahlreiche Zeitlupenstudien von Kämpfen ausgewertet hat, bezeichnet diese kampfeinleitenden Verhaltensweisen als eine stark ritualisierte Sequenz, bei der die Tiere sich gegenseitig auf die eigentliche Kampfhandlung einstimmen. Als Beleg dafür nennt er auch, dass es nur dann zum Kampf kommt, wenn beide Tiere sich durch eine schnelle Vierteldrehung so in Stellung bringen, dass die beiden Geweihe frontal aufeinander treffen. Zeigt nur eines der Tiere diese Intentionsbewegung, unterbleibt der Kampf. Angriffe auf die Flanken des Gegners erfolgen nicht, es handelt sich um einen Kommentkampf mit festgelegten Regeln, nicht um einen Beschädigungskampf. Trotzdem kommt es immer wieder vor, dass sich die Tiere durch Stiche verletzen oder sogar töten.
Die eigentliche Kampfhandlung ist überwiegend ein frontaler Schiebekampf, bei dem die beiden Beteiligten sich zunächst gegeneinander anstemmen und dann wechselseitig mit ineinander verhaktem Geweih über den Kampfplatz schieben. Der jeweils Schwächere läuft dabei rückwärts und versucht, sich so in den Boden zu stemmen, dass er seinem Gegner Einhalt gebieten kann. Ist die Kampfkraft der beiden Tiere nahezu ausgewogen, kommt es gelegentlich zu einem kreisförmigen Drehen der beiden Tiere umeinander. Auch kurze Kampfunterbrechungen kommen vor, bei denen die Kontrahenten die Geweihe voneinander lösen, breitseitig imponieren und rufen.
Der Kampf wird vom unterlegenen Tier beendet. In einem Moment, in dem der gegnerische Kampfdruck etwas nachlässt, löst sich der Unterlegene vom Rivalen, indem er sich um 180 Grad herumwirft und flüchtet. Das andere Männchen reagiert darauf reflexartig mit dem von Jägern sogenannten Sprengruf, bei dem der Kopf ruckartig nach oben geworfen wird. Dies verhindert in der Regel ein Nachstoßen mit dem Geweih nach dem fliehenden Hirsch.

#### Brunftrufe

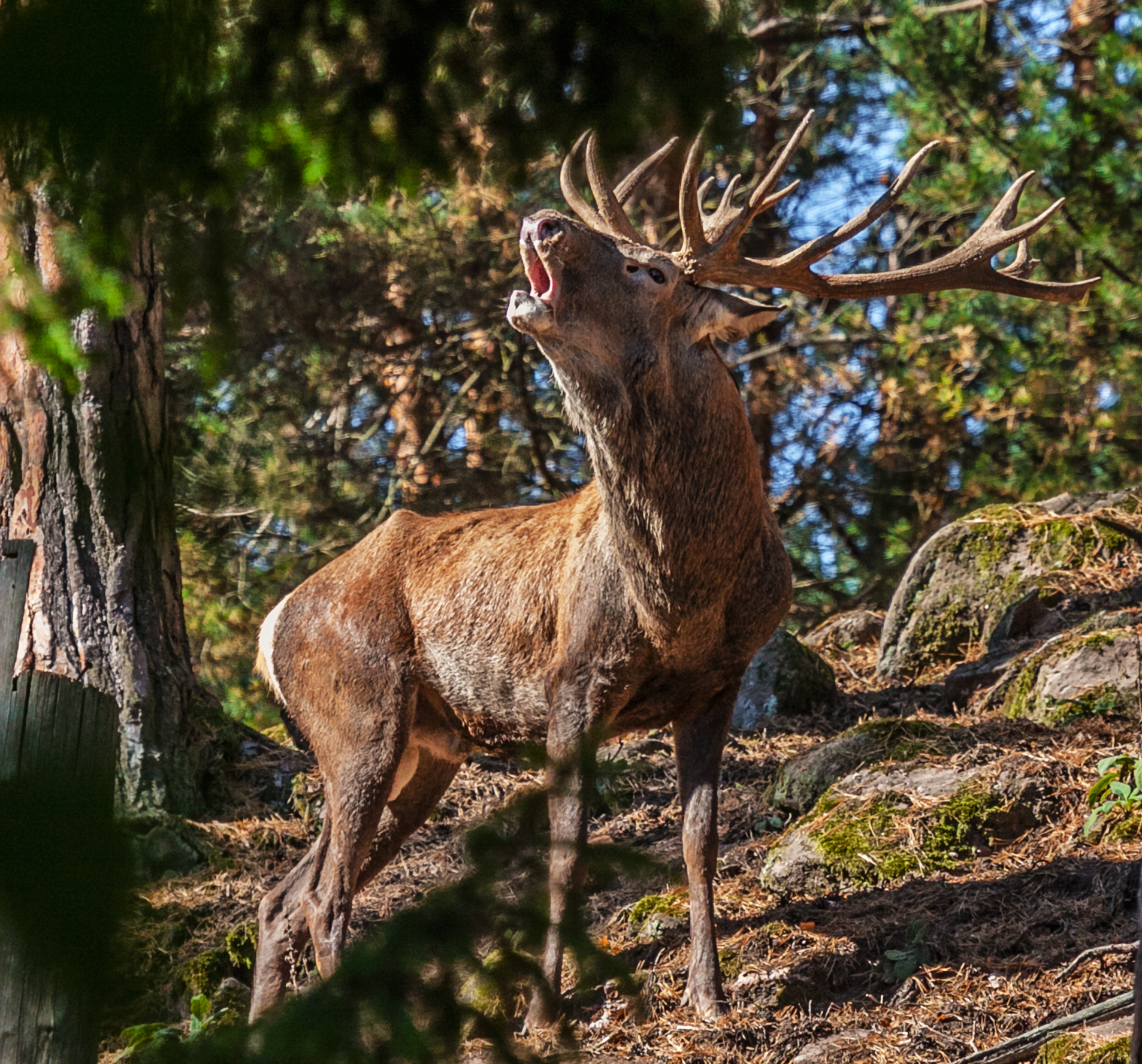
Rothirsch röhrend

Vom Platzhirsch ist das brunfttypische Röhren besonders häufig zu hören. Bei den Brunftrufen handelt es sich um eine Serie von drei bis acht Einzelrufen, wobei der erste Ton am lautesten und am längsten ausgedehnt ist. Diese Rufe stehen meist in einem engen Zusammenhang mit Brunfthandlungen, wie Paarung oder dem Zurücktreiben eines weiblichen Tieres ins Rudel. Weitere typische Auslöser dieses Brunftschreies sind der Anblick eines Rivalen, der vernommene Brunftruf eines anderen Geschlechtsgenossen oder kämpferische Handlungen, wobei es sich dabei auch um kampfähnliche Verhaltensweisen wie das Bodenforkeln mit dem Geweih handeln kann.
Die Rufe der einzelnen Männchen sind in Stimmhöhe und Stimmfärbung so charakteristisch, dass an ihnen die einzelnen Tiere unterschieden werden können.

#### Verletzungen und Todesfälle durch Brunftkämpfe
Auch wenn es sich bei den Brunftkämpfen um Kommentkämpfe handelt, kommt es bei einer geringen Zahl der Auseinandersetzungen zum Tod von mindestens einem der beteiligten Tiere. Für die bundesdeutschen Rothirschpopulationen wird unterstellt, dass jährlich fünf Prozent der Männchen bei Kämpfen zu Tode kommen. Nur in sehr seltenen Ausnahmefällen ist der Tod der Tiere dadurch bedingt, dass sie die ineinander verhakten Geweihe nicht mehr voneinander lösen können. Ein Großteil der männlichen Individuen weist allerdings nach der Brunftzeit Verletzungen auf.
Typische Verletzungen sind abgebrochene Geweihstangen, Lahmen und Augenverletzungen durch die Geweihstangen des gegnerischen Tieres. Auch unverletzte Männchen verlieren während der Brunft erheblich an Gewicht, da sie in diesen Wochen eine deutlich verringerte Zeit mit Fressen verbringen. Nach Brunftende, wenn die männlichen Individuen in ihre angestammten Einstände zurückgekehrt sind, versuchen sie durch vermehrtes Fressen das verlorene Gewicht wieder aufzuholen. Setzt der Winter frühzeitig mit hohen Schneefällen ein, erhöht ihre schlechte körperliche Verfassung die Wahrscheinlichkeit, dass sie den Winter nicht überstehen.

#### Kälber

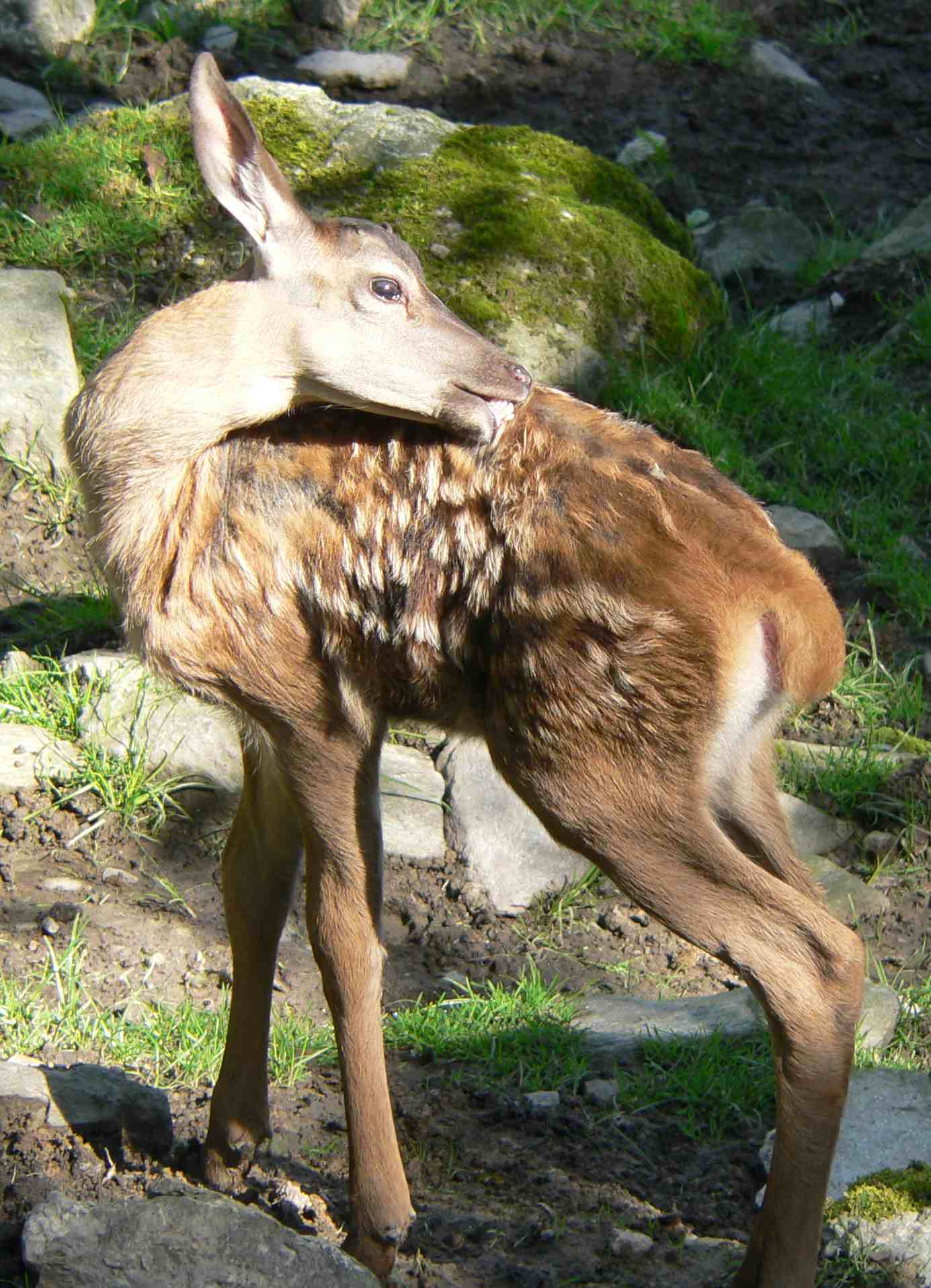
Hirschkalb

Die Tragzeit befruchteter weiblicher Tiere beträgt etwa 230 Tage. Sie werden in Europa von Mitte Mai bis Anfang Juni geboren. In der Regel kommt nur ein Kalb zur Welt. Zwillinge sind sehr selten. Zur Geburt ziehen sich die Muttertiere zurück. Der Nachwuchs aus dem Vorjahr wurde schon vorher aggressiv vertrieben. Das Geburtsgewicht von Kälbern schwankt stark und kann zwischen knapp sechs und 14 Kilogramm betragen. Die neugeborenen Kälber eines einzelnen Weibchens weisen Gewichte von 5,5 bis 13,7 Kilogramm auf. Tendenziell sind Kälber umso schwerer, je älter das Muttertier ist. Die Jungtiere können wenige Stunden nach der Geburt bereits stehen und der Mutter auch folgen. Sie weisen eine typische Jugendfleckung auf, bei der sich weiße Flecken vom ansonsten rötlich-braunen Haarkleid abheben. Diese Fleckung wirkt tarnend, da sich ruhig liegende Kälber optisch gegenüber ihrer Umgebung auflösen (sogenannte Somatolyse). Zu den angeborenen Verhaltensweisen der jungen Kälber zählt, dass sie nach dem Säugen der Mutter nicht folgen, sondern regungslos, in zusammengerollter Haltung auf dem Erdboden verharren. Der Voraugendrüse kommt wegen ihrer Duftabsonderung bereits in den ersten Tagen eine wichtige Funktion in der Beziehung zwischen Kalb und Mutter zu. Sie dient dem individuellen Erkennen des Kalbes durch die Mutter. Auch zu der Bettelhaltung, mit der das Kalb sich der Mutter nähert, wenn es saugen möchte, gehören geöffnete Voraugendrüsen als wesentliches Signal. Mit zunehmender Sättigung schließen sich dann diese Voraugendrüsen.
Die Mutter entfernt sich vom abgelegten Kalb stets in Windrichtung. Verliert sie die Witterung ihres Kalbes oder gibt dieses klagende Laute von sich, kehrt sie umgehend zum Jungtier zurück. Durch die zusammengerollte Haltung des Kalbes ist der Bauch und die Analgegend bedeckt. Dies bewirkt, dass Fressfeinde auch in größerer Nähe die Jungtiere nicht riechen. Erst wenn das Kalb einige Tage alt ist und dem Muttertier problemlos folgen kann, schließt sich die Mutter wieder dem Weibchenrudel an. Die weiße Fleckung des Kalbes beginnt ab der sechsten Woche durch braunes, nachwachsendes Sommerhaar zunehmend verdeckt zu werden. Gesäugt wird das Kalb mindestens über einen Zeitraum von einem halben Jahr. Wird die Mutter im Herbst nicht erneut trächtig, säugt sie ihre Kälber bis weit in den nächsten Sommer.
Die Körperentwicklung des männlichen Rothirsches ist etwa im siebten oder achten Lebensjahr abgeschlossen. Ab ihrem sechsten Lebensjahr beteiligen sie sich an der Brunft. Weibchen schließen die körperliche Entwicklung etwa im 5. Lebensjahr ab.

### Krankheiten, Fressfeinde und Lebenserwartung
Natürliche Fressfeinde des Rothirsches sind vor allem große Raubtiere. Von besonderer Bedeutung sind Wölfe, die den Rothirsch im Verband hetzen können und auch adulte Tiere zu schlagen vermögen. Der Luchs als Einzeljäger ist im Allgemeinen nur in der Lage, einen jungen oder erkrankten Rothirsch zu schlagen. Bären treten dagegen nur selten als Fressfeinde auf. Junge Kälber fallen dem Uhu oder dem Steinadler zum Opfer. Der Rothirsch ist in der Lage, sich durch Vorderlaufschläge oder mit dem Geweih der Angriffe seines Fressfeindes zu erwehren. Muttertiere verteidigen ihre jungen Kälber sehr energisch und zeigen ein aggressives Verhalten dabei gelegentlich auch gegenüber Menschen, die sich einem im Unterholz versteckt liegenden Kalb nähern.
In Mitteleuropa fehlen die großen Raubtiere, die als Fressfeinde den Bestand des Rothirsches beeinflussen. Hier ist es überwiegend die Jagd, die Auswirkung auf die Populationsdichte hat. Schlechte Witterungsbedingungen haben allerdings einen deutlichen Einfluss auf die Mortalität der Kälber. Nahrungsmangel im Winter kann ebenfalls zu Bestandsrückgängen führen.
An Krankheiten treten beim Rothirsch Viruserkrankungen wie Tollwut, Maul- und Klauenseuche auf.  Die Kreuzlähme wird bestätigt. Sie werden außerdem von bakteriellen Erkrankungen wie Milzbrand, Rinderseuche, Tuberkulose und Aktinomykose befallen. Parasitenbefall führt nur im Ausnahmefall zum Tod der Tiere. Ein starker Befall kann jedoch die Vitalität eines einzelnen Tieres so stark beeinflussen, dass es schlechte Witterungsbedingungen oder einen harten Winter mit reduziertem Nahrungsangebot nicht übersteht. Zu den Parasiten, die beim Rothirsch zu finden sind, zählen Saugwürmer, Bandwürmer, Dasselfliegen, Lungenwürmer, Zecken, Hirschläuse und Rachenbremsen wie Cephenomyia rufibarbis  und Pharyngomyia picta. Rachenbremsen legen ihre Brut am Rand der Nasenlöcher des Rothirsches ab. Die Larven wandern dann tief in die Nasen- und Rachenhöhle der Tiere und erschweren die Atmung erheblich. Individuen mit einem hohen Befall an Rachenbremsenlarven magern häufig sehr stark ab.
In der freien Wildbahn erreicht der Rothirsch nur in Ausnahmefällen ein Alter von 18 Jahren. In diesem Alter sind die Schneidezähne meistens ausgefallen und auch einzelne Molare fehlen. In Gefangenschaft werden die Tiere bis zu 20 Jahre alt.

## Systematik

### Allgemeine Einordnung
Der Rothirsch ist eine Art aus der Gattung der Edelhirsche (Cervus) und der Familie der Hirsche (Cervidae). Die Edelhirsche gehören wiederum innerhalb der Hirsche zur Unterfamilie der Cervinae und zur Tribus der Echten Hirsche (Cervini). Nahe verwandt mit den Edelhirschen sind der Davidshirsch (Elaphurus) und die Leierhirsche (Panolia). Laut molekulargenetischen Studien formte sich die Linie der Edelhirsche im ausgehenden Oberen Miozän vor etwa 6 Millionen Jahren heraus. Die Edelhirsche schließen neben dem west- bis nordeurasischen Rothirsch auch den nordamerikanischen und osteurasischen Wapiti (Cervus canadensis) sowie verwandte Arten wie unter anderem den Isubrahirsch (Cervus xanthopygus), verschiedene zentral- und ostasiatische Formen wie den China-Rothirsch (Cervus hanglu), den Sikahirsch (Cervus nippon) und den Weißlippenhirsch (Cervus albirostris) wie auch den weitgehend süd- und südostasiatisch verbreiteten Sambar (Cervus unicolor) nebst dessen Verwandtschaftsumfeld mit ein. Einige davon wie der Weißlippenhirsch und die Sambare galten teilweise als eigenständige Gattungen (Przewalskium und Rusa) oder Untergattungen. Hier zeigten aber genetische Studien eine umfassendere Monophylie, die alle genannten Formen einbezieht und die deshalb alle zur Gattung Cervus gezählt werden. Als einendes Merkmal aller Edelhirsche kann die vergleichsweise ursprüngliche Schädelgestaltung genannt werden, was sich unter anderem in einem ähnlich den Muntjakhirschen (Muntiacini) dreieckigen Basioccipitale, des Weiteren einer langgedehnten Verbindung zwischen dem Nasenbein und dem Mittelkieferknochen, einem prinzipiell langen Nasenbein, das die Länge der oberen Zahnreihe übertrifft, kleinen oberen Eckzähnen und im Unterschied zu den Damhirschen (Dama) hohen Rosenstöcken ausdrückt.
Noch in der zweiten Hälfte des 20. Jahrhunderts und dem Beginn des 21. Jahrhunderts wurde der Rothirsch als weitaus umfassendere Art aufgefasst, die nicht nur die westeurasischen Vertreter, sondern auch den nordamerikanischen Wapiti und die zentralasiatischen Formen unter der wissenschaftlichen Bezeichnung Cervus elaphus aufnahm. Innerhalb dieser Gruppe wurden bis zu 20 Unterarten ausdifferenziert. In der Folgezeit nahmen genetische Analysen an den Angehörigen der Edelhirsche zu. Dabei ließ sich innerhalb der rothirschartigen Tiere eine westliche Gruppe mit dem eigentlichen Rothirsch und eine östliche Gruppe mit dem Wapiti unterscheiden. Der Wapiti und seine Verwandtschaft erwies sich als näher zum Sikahirsch stehend, während die zentralasiatischen Formen um den China-Rothirsch Beziehungen zur westlichen Klade ergaben. Die aufgebrachten Ergebnisse erforderten eine Aufspaltung der Art Cervus elaphus, wodurch der Wapiti und folgend auch der China-Rothirsch abgespalten und als eigenständig anerkannt wurden.

### Unterarten
Es besteht derzeit keine Einigkeit über die Unterarten des Rothirsches. In jüngeren Systematiken werden weitgehend vier Formen abgetrennt, so unter anderem im zweiten Band des Standardwerkes Handbook of the Mammals of the World aus dem Jahr 2011 (abzüglich der Vertreter des China-Rothirsches), wobei eine fünfte Unterart erst nachfolgend wissenschaftlich eingeführt wurde:
- Europäischer Rothirsch (Cervus elaphus elaphus Linnaeus, 1758): Kontinental-Europa und Britische Inseln,[1] während die Unterart in Nordwesteuropa recht häufig ist, sind die Bestände in den Mittelmeerländern stark zurückgegangen. In Großbritannien sind Rothirsche zwar recht häufig, hier hat aber die Einführung von nordamerikanischen Wapitis und japanischen Sikahirschen zu einer Vermischung geführt, so dass es dort kaum noch reine europäische Rothirsche gibt.
- Berberhirsch (Cervus elaphus barbarus Bennett, 1848): Nordafrika, schon zu römischen Zeiten bejagt, waren zuletzt nur noch versprengte Tiere im Atlas übrig. In letzter Zeit haben sich die Bestände in Algerien, Marokko und Tunesien wieder auf 5000 vergrößert, so dass die IUCN den Berberhirsch momentan nur als „gering gefährdet“ führt.
- Korsischer, Sardischer oder auch Tyrrhenischer Rothirsch (Cervus elaphus corsicanus Erxleben, 1777): Korsika und Sardinien. Es ist allerdings nicht geklärt, ob dies tatsächlich eine natürlich entstandene Unterart ist oder von schon in der Antike eingeführten Rothirschen des Festlands abstammt. Genetisch unterscheidet sich diese Unterart jedenfalls kaum vom Nordafrikanischen Berberhirsch. Auf Sardinien leben noch etwa 200 Tiere, die durch Habitatzerstörung und Jagd bedroht sind. Auf Korsika war diese Unterart ganz ausgestorben, inzwischen wurden allerdings Rothirsche von Sardinien aus eingeführt.
- Kaukasushirsch oder Kaukasusmaral (Cervus elaphus maral Gray, 1850) lebt im Kaukasus sowie in Anatolien und südlich des Kaspischen Meeres.
- Cervus elaphus italicus Zachos, Mattioli, Ferretti & Lorenzini, 2014: lebt in der Region um Mesola in Italien.

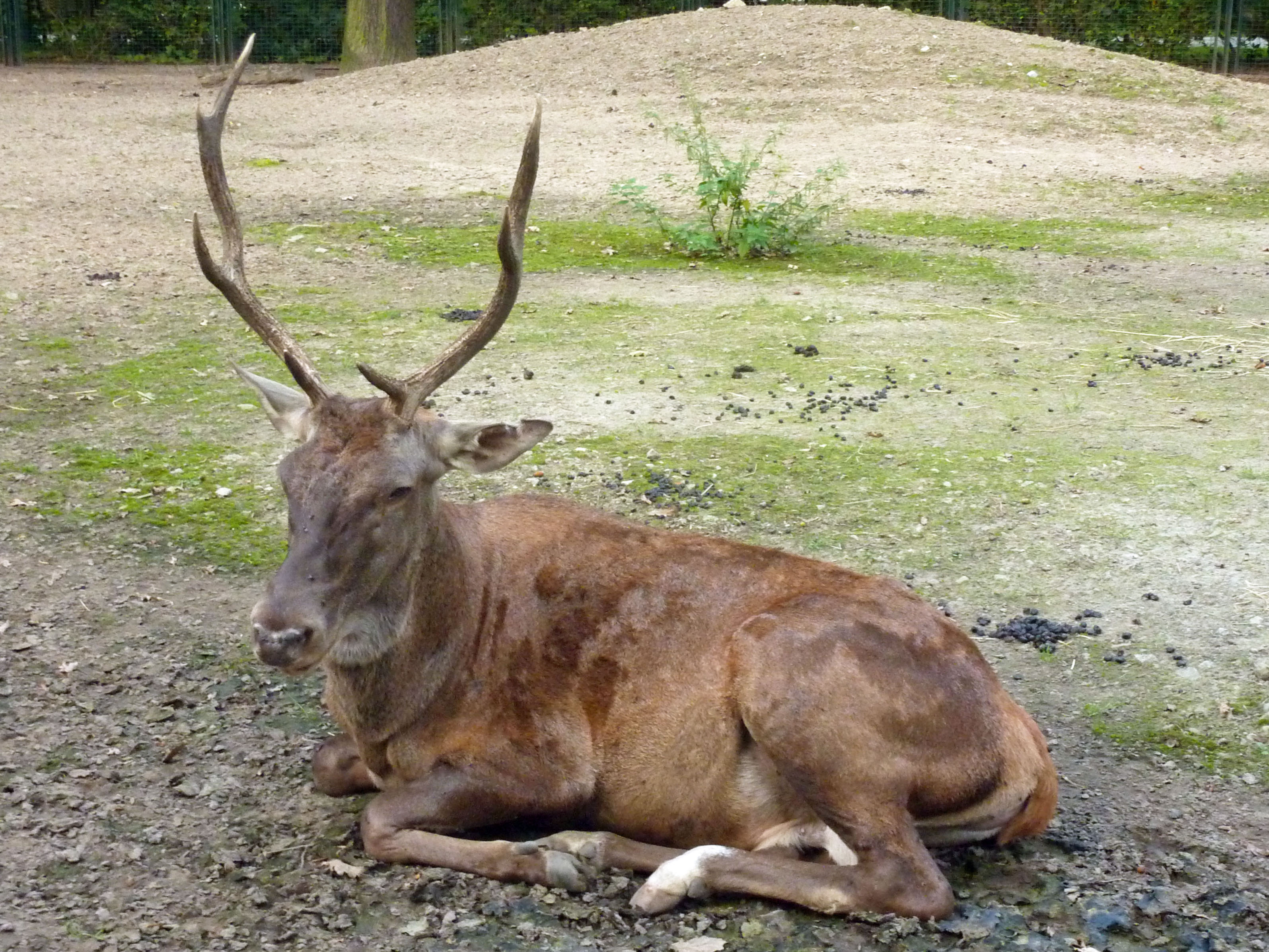
Berberhirsch (Cervus elaphus barbarus) im Tierpark Berlin
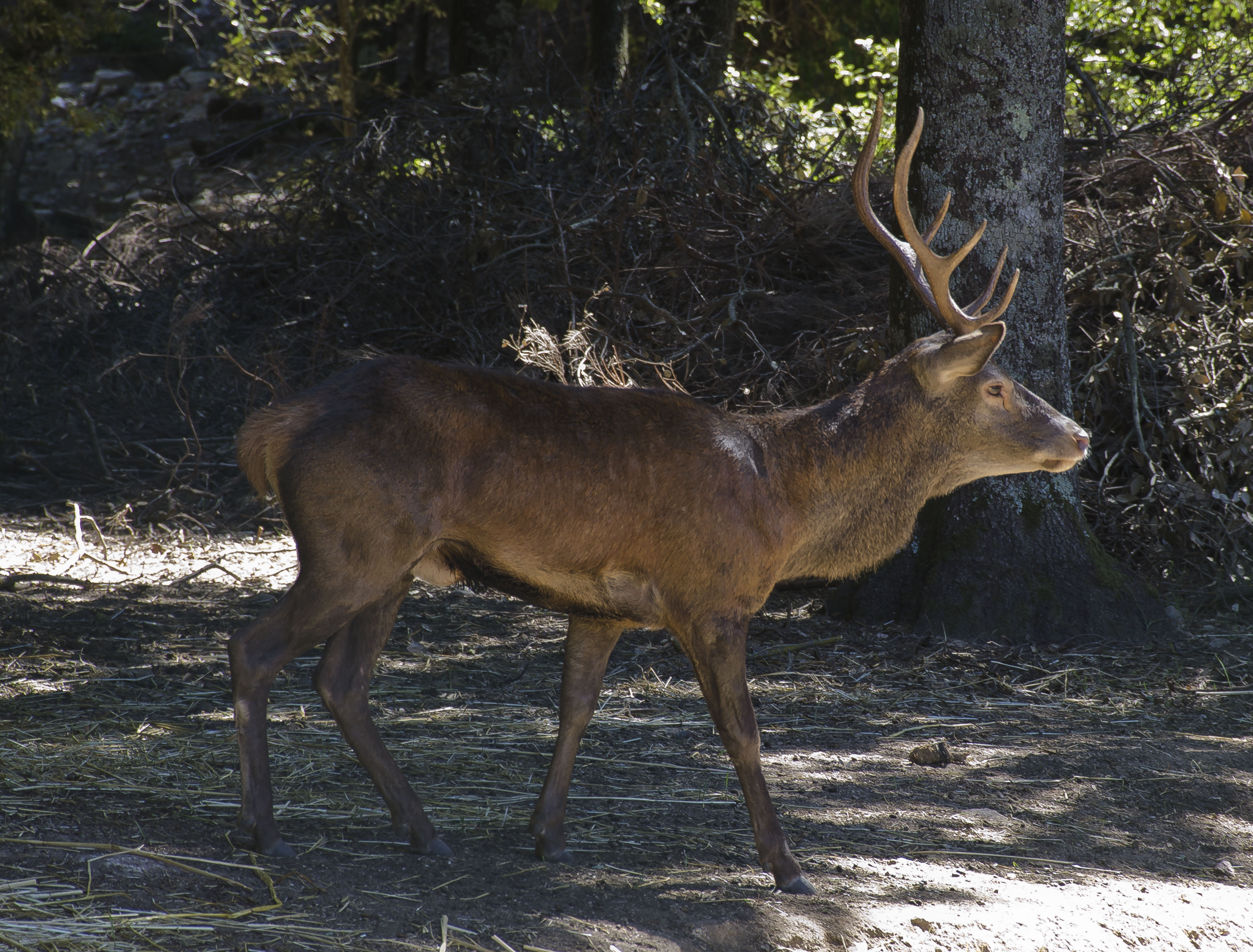
Sardischer Rothirsch (Cervus elaphus corsicanus)
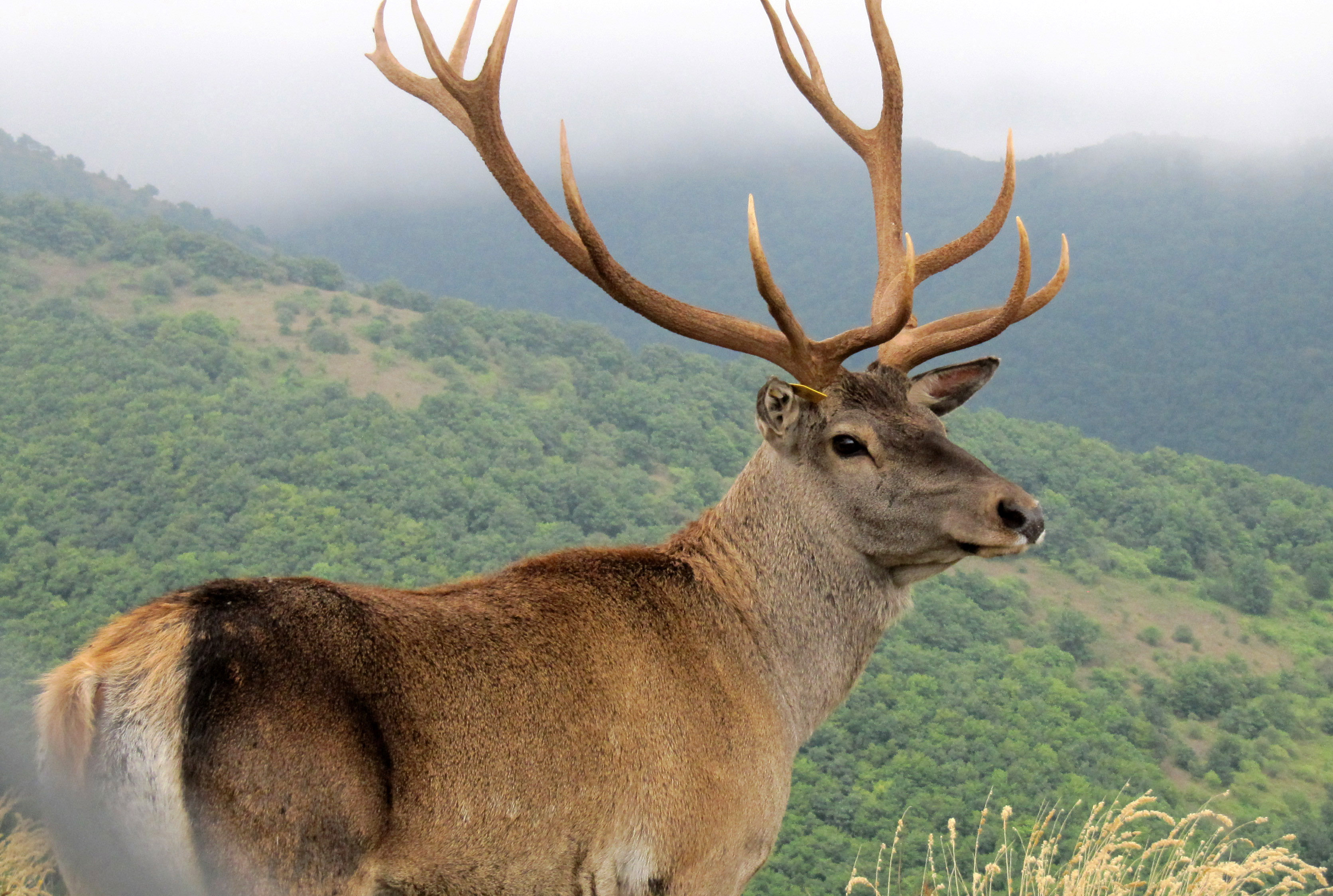
Kaukasusmaral (Cervus elaphus maral) im Arasbaran-Schutzgebiet
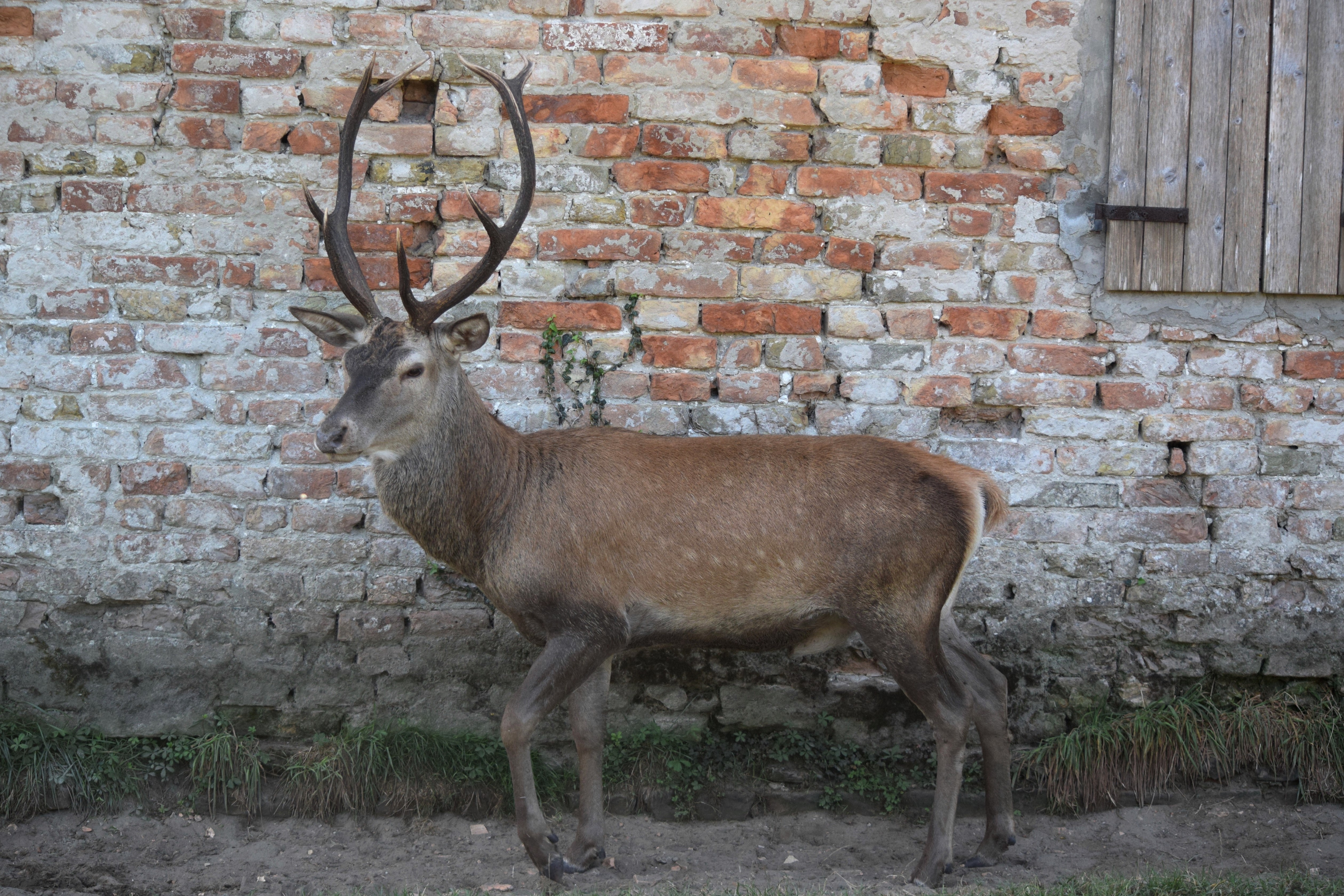
Cervus elaphus italicus

Andere Autoren fassen die genannten Unterarten auch als eigenständige Arten auf, etwa eine Revision der Huftiere aus dem Jahr 2011 erstellt durch Colin P. Groves und Peter Grubb.
Es existiert darüber hinaus aber teilweise auch die Ansicht einer umfassenderen Gliederung des Rothirsches. Demnach beschränkt sich die Nominatform Cervus elaphus elaphus auf den südskandinavischen Raum. Für die mittel- und osteuropäischen Tiere wird dann teilweise die Unterart Cervus elaphus hippelaphus angenommen, für jene der Britischen Inseln und von Irland Cervus elaphus scoticus, für den Iberischen Raum Cervus elaphus hispanicus und für die nordskandinavischen Vertreter Cervus elaphus atlanticus. Mitunter findet sich eine derartige Trennung in verschiedenen genetischen Studien, was andererseits auch zu Kritik führt.
Studien zur Phylogeographie und Populationsstruktur des westeurasischen Rothirsches ergaben indes eine Aufteilung in vier bis fünf größere Kladen, die sich anhand der Haplotypen unterscheiden lassen. Von diesen besiedelt Haplogruppe A einen größeren Teil des west-, zentral- und nordeuropäischen Raumes. Haplogruppe C und D sind hingegen im südöstlichen Europa zu finden, Haplogruppe E in Osteuropa. Als weitere Einheit umfasst Haplogruppe B die Tiere des mediterranen Raumes. Diese schließt den Korsischen Rothirsch sowie den Berberhirsch mit ein, deren Haplotyp identisch mit dem der Tiere der Apenninen-Halbinsel ist und deren heutige Verbreitung möglicherweise direkt oder indirekt auf den Menschen zurückgeht.
Generell ist die heutige Verteilung des Rothirsches im westlichen Eurasien wohl als Resultat von genetischen Flaschenhälsen aufzufassen, die während des Maximums der Letzten Kaltzeit entstanden. In diesem Zeitraum war das Verbreitungsgebiet durch den sich ausdehnenden fennoskandischen Eisschild stark eingeschränkt, so dass sich die Art auf einzelne Refugien im südwestlichen, südlichen und südöstlichen Europa zurückziehen musste.

## Stammesgeschichte

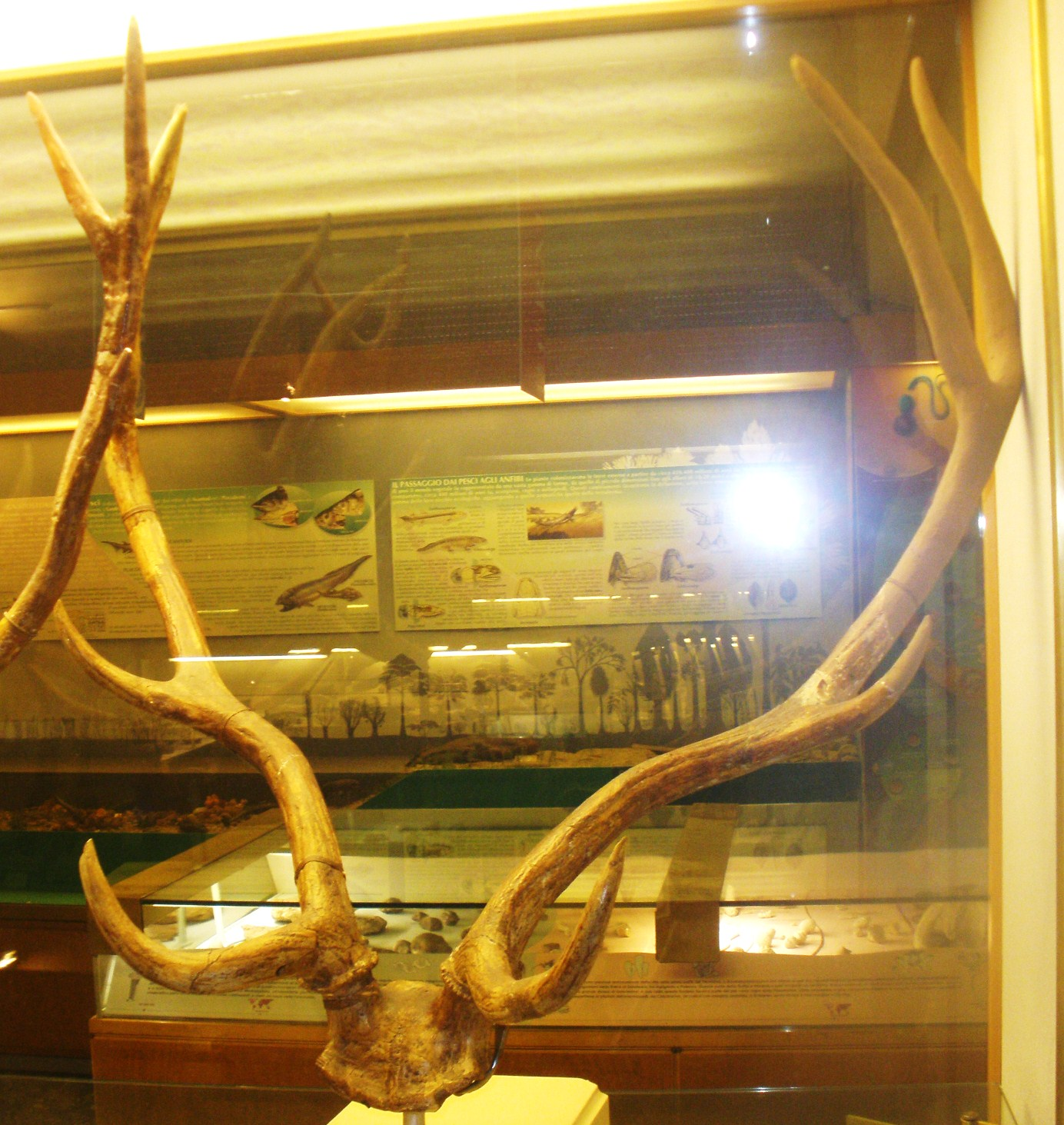
Geweih von Cervus nestii, typischerweise mit vier Sprossen

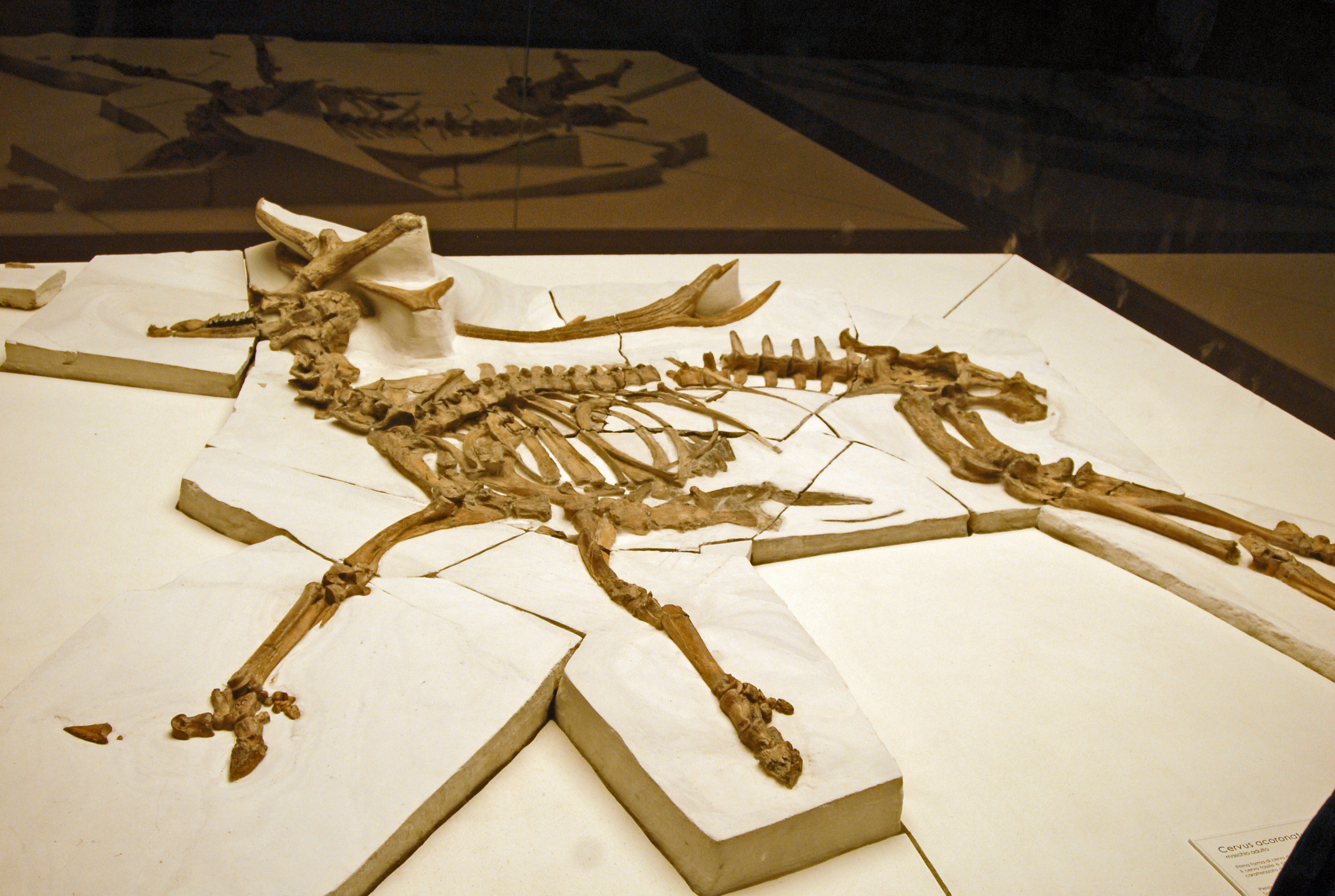
Skelett von Cervus elaphus acoronatus, ein früher Vertreter des Rothirsches

Molekulargenetisch lässt sich die Linie der Edelhirsche bis in das ausgehende Miozän verfolgen. Der Ursprung der Gattung Cervus ist nicht ganz eindeutig, könnte aber in Asien liegen. Teilweise werden unter anderem sehr alte Funde aus dem Pliozän aus den Siwaliks in Südasien berichtet. Auch im westlichen Eurasien treten im Pliozän Formen auf, die vereinzelt zu Cervus geordnet werden. Hierzu zählt etwa „Cervus“ warthae aus Węże in Polen, dessen phylogenetische Stellung aber nicht eindeutig ist, da auch ein Verweis zu Pseudodama möglich erscheint.
Relativ sicher ist, dass mit Cervus nestii und Cervus abesalomi im Altpleistozän erstmals eindeutige Angehörige der Edelhirsche im westlichen Eurasien erscheinen. Die relativ kleinen Formen von nur rund 70 kg Körpergewicht zeichnen sich durch ein Geweih aus, dessen einzelne Stangen je vier Enden aufweisen. Sie sind beispielsweise aus der Toskana oder vom bedeutenden frühmenschlichen Fundplatz Dmanissi in Georgien belegt.
Zu Beginn des Mittelpleistozäns lassen sich dann auch erstmals Vorläufer des heutigen Rothirsches nachweisen. Diesen frühen Formen von Cervus elaphus ist ein gegenüber Cervus nestii und Cervus abesalomi komplexeres Geweih zu eigen, bei dem jeweils ein Eisspross ausgebildet wird, welcher bei letzteren beiden grundsätzlich fehlt. Eine weitere auffällige Neuerung findet sich in der Ausprägung der Geweihkrone aus mehreren Sprossen bei älteren Individuen, welche sich erst im entwickelten Mittelpleistozän evolutiv herausformt. Dies führte auch dazu, dass bei den stammesgeschichtlich jüngeren Vertretern des Rothirsches im Gegensatz zu seinen älteren Angehörigen nicht mehr alle Sprossen in der Ebene der Geweihstange ausgerichtet waren.
Insgesamt wurden die Tiere deutlich größer und verfügten zudem über einen stärker molarisierten vierten Vormahlzahn, das heißt der Zahn ähnelte deutlicher den Mahlzähnen als bei älteren Angehörigen der Gattung Cervus. Sehr frühe Funde wurden aus den Mosbacher Sanden berichtet. Teilweise werden die pleistozänen Vertreter des Rothirsches eigenen Unterarten wie Cervus elaphus acoronatus, Cervus elaphus angulatus oder Cervus elaphus rianensis zugesprochen. Im weiteren Verlauf des Mittelpleistozäns ist der Rothirsch ein regelmäßiger Anwesender an zahlreichen Fundstellen, im Bereich nördlich der Alpen etwa in Mauer bei Heidelberg oder in Bilzingsleben und Ehringsdorf in Thüringen ebenso wie in Swanscombe in England. Im weiteren europäischen Kontext finden sich bedeutende Fundstellen in Vértesszőlős in Ungarn, in Petralona in Griechenland oder an verschiedenen Lokalitäten in der Sierra de Atapuerca in Spanien. Der Rothirsch bildet hierbei einen typischen Repräsentanten warmzeitlicher Faunengemeinschaften, der während der Kaltzeiten aus den nördlichen Verbreitungsgebieten verschwand. Auffallend ist auch, dass der Rothirsch im Laufe seiner Entwicklung im Pleistozän einer flukturierenden Körpergrößenänderung unterlag.

## Rothirsch und Mensch

### Jägersprache
Da der Rothirsch oder allgemein das Rotwild zu den häufig bejagten Tierarten gehört, hat sich eine umfangreiche jagdliche Fachsprache, die Jägersprache ausgebildet, die teilweise durch die Jahrhunderte dauernde Praxis sowie durch die Belletristik Eingang in die allgemeine Sprache gefunden hat.
Weibliche Tiere werden als Hirschkuh, poetisch veraltet Hinde oder Hindin, jagdlich aber als Tier oder Kahlwild (nur im Plural), und das Jungtier als Kalb bezeichnet. Ein Weibchen, das bereits ein Kalb geworfen oder fachsprachlich gesetzt hat, wird als Alttier bezeichnet. Ein führendes Alttier ist ein Alttier, das von einem diesjährigen Kalb begleitet wird. Kahlwild im zweiten Lebensjahr sind Schmaltiere. Unfruchtbare oder alte, nicht mehr setzende Hirschkühe nennt man Gelttiere.
Männliches Rotwild heißt Hirsch. Hirsche werden nach der Endenzahl ihrer Geweihstangen unterschieden. Ein Zwölfender ist beispielsweise ein Rothirsch, bei dem mindestens eine Geweihstange sechs Enden oder Sprossen aufweist. Ist dies bei beiden Geweihstangen der Fall, spricht man von einem „geraden“ Zwölfender, hat eine der beiden Stangen weniger Enden, von einem „ungeraden“. Die Geweihstangen sitzen dabei auf kurzen Stirnzapfen, den Rosenstöcken. Jährlich baut der Hirsch auf diesen Rosenstöcken ein neues Geweih auf, nachdem er im Februar (alter Name: Hornung) die Stangen des Vorjahres abgeworfen hat. Junge Hirsche, deren Geweihe noch keine Verästelungen aufweisen, nennt man Spießer. Aus dem Spießer wird ein Gabler, d. h., dass die Stange zu einer Gabel geformt ist.
Ein Hirsch mit drei Enden pro Stange wird zum Sechser, mit vier zum Achter usw. Ein Hirsch mit mindestens drei Enden am Ende der Stange hat eine Krone und heißt deswegen Kronenhirsch. Diese Entwicklung muss nicht immer so chronologisch erfolgen: So kann es schon junge Hirsche mit fortgeschrittener Geweihentwicklung geben. Je nach Alter und Stangenentwicklung werden Hirsche in jagdliche Klassen eingeteilt und entsprechend erlegt oder geschont. Ein Ziel jagdlicher Entwicklung in allen Jagdgesetzen der Bundesländer ist die Entwicklung zu reifen Hirschen, die dem Hegeziel entsprechen. Das Fell wird als Decke bezeichnet und in Sommerdecke und Winterdecke unterschieden. Lichter ist die Bezeichnung für die Augen, die Ohren werden auch Lauscher genannt, die Nase Windfang. Wedel als Bezeichnung für den Schwanz sowie Äser für das Maul gehören zu den Jagdbegriffen. Die Paarungszeit, in der das Röhren der Hirsche häufig weithin zu hören ist, heißt Brunft.

### Vorgeschichte

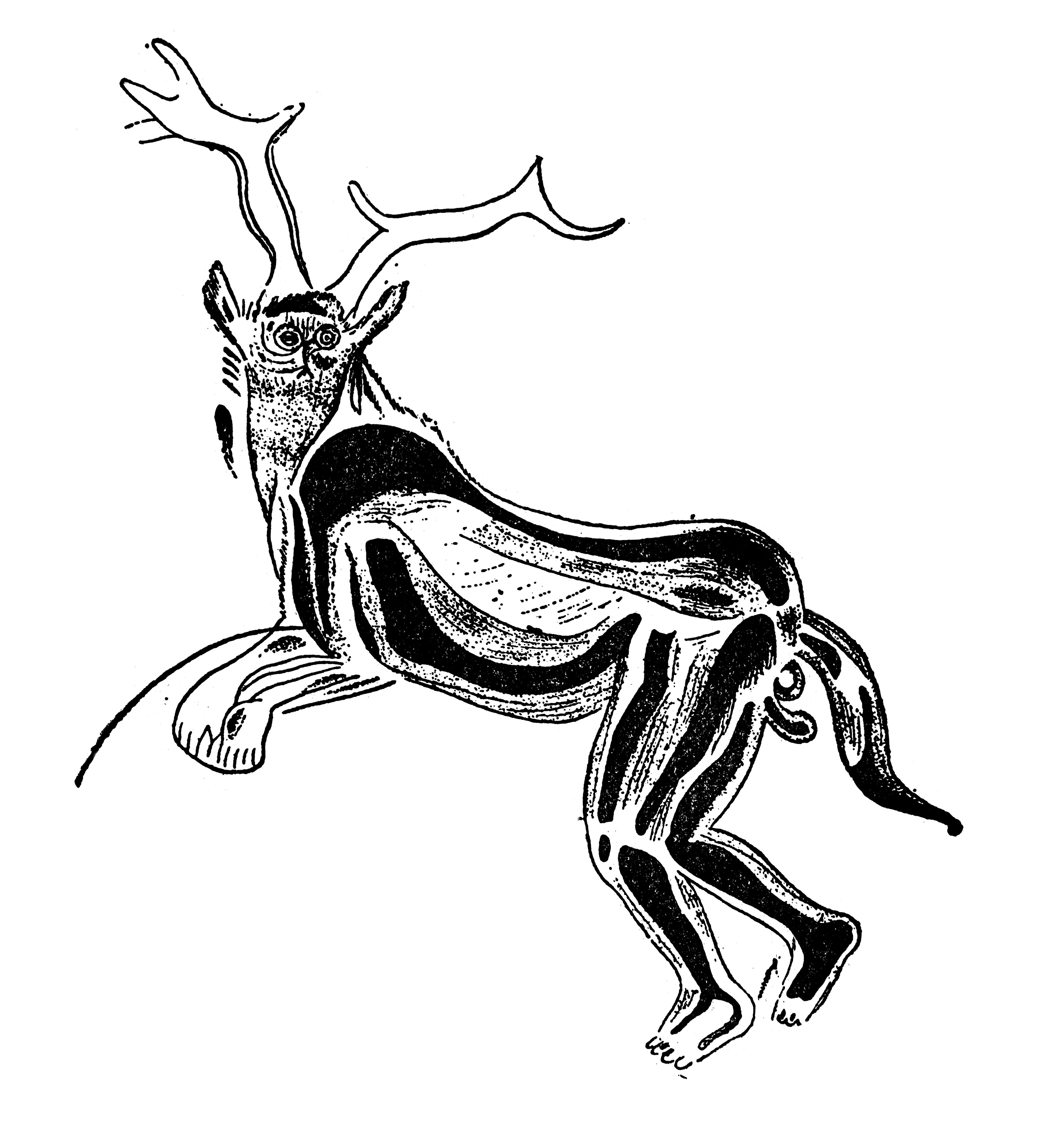
Mischwesen mit Attributen des Rothirsches aus der Höhle Trois-Frères

In der Geschichte der menschlichen Entwicklung spielte der Rothirsch eine größere Rolle. Vor allem in der Altsteinzeit war er eine wichtige Nahrungsquelle. An der altpaläolithischen Fundstelle Bilzingsleben stellen Hirsche rund 13 % aller Großsäugerfunde, ein Großteil davon entfällt auf den Rothirsch. Die Reste werden als Jagdbeute des dort ansässigen Homo erectus gedeutet. Einzelne bearbeitete Geweihreste könnten hier auch für eine frühe Rohmaterialnutzung sprechen. Ebenso verweisen Schnittspuren an Rothirschknochen von der mittelpaläolithischen Station Neumark-Nord 1 im Geiseltal in Sachsen-Anhalt auf die Verwertung der Kadaver durch den frühen Menschen, während Durchbohrungen an Wirbeln und Beckenknochen des dortigen Damhirschs eine aktive Erbeutung zumindest dieser Hirschart annehmen lassen.
Im Jungpaläolithikum nahm die Bedeutung des Rothirsches als Rohmaterialressource weiter zu. Knochen und Geweihe wurden zu Werkzeugen und Geräten verarbeitet. Die Tiere fanden zudem Einzug in die jungpaläolithische Kunst. Allein rund 14 % aller Tierdarstellungen der Frankokantabrischen Höhlenmalerei entfallen auf den Rothirsch. Herausragende Abbildungen finden sich unter anderem in Lascaux und in Covalanas. Einzigartig ist der Dieu cornu („gehörnter Gott“) in Trois-Frères, ein Mischwesen mit den Beinen eines Menschen, dem Schwanz eines Pferdes, den Pranken eines Bären, Augen eines Greifvogels und einem Hirschgeweih.
Die rituelle, zumindest aber symbolische Bedeutung des Rothirsches setzt sich im Mesolithikum fort. Zu nennen sind hier die sogenannten „Hirschgeweihmasken“, die möglicherweise zur Ausstattung damaliger Schamanen gehörten, wie etwa ein derartiges Objekt allerdings vom Reh aus dem Grab einer Frau in Bad Dürrenberg in Sachsen-Anhalt zeugt. Mehrere ähnliche Stücke aus Schädeln des Rothirsches gefertigt sind unter anderem aus der Freilandstation von Hohen Viecheln in Mecklenburg-Vorpommern und von Star Carr in England bezeugt. Auch mit der Sesshaftwerdung des Menschen und zunehmenden Haustierzucht endete die Jagd auf den Rothirsch nicht. Knochen der Art finden sich an zahlreichen Fundstellen des Neolithikums und der Bronzezeit. Den Stellenwert der Jagd auf den Rothirsch bekunden zudem szenische Abbildungen der späten Bronzezeit auf Felswänden oder auf Gefäßen in zahlreichen Regionen Europas.

### Altertum
Als ältestes überliefertes Jagdbuch gilt das von Xenophon verfasste „Kynegetikos“ aus dem vierten Jahrhundert v. Chr. Es befasst sich unter anderem auch mit der Jagd auf den Hirschen. Die Jagd auf den Rothirsch stand mindestens zum Ende des Römischen Reichs noch allen offen.

### Mittelalter

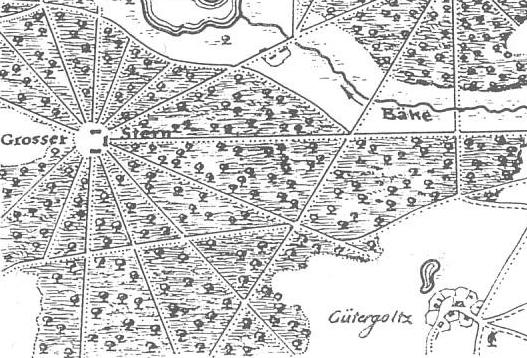
Parforceheide (1780)

In Europa begann sich spätestens ab dem 8. Jahrhundert allmählich ein Jagdrecht zu entwickeln, das die Jagd zunehmend einschränkte und als ein Privileg des Adels definierte. Dabei zählte das Rotwild neben dem Wildschwein und dem Rehwild sehr frühzeitig zu dem Wild, dessen Bejagung nur dem Hochadel als Privileg zustand. Zu den frühen Jagdmethoden in Mitteleuropa gehörte die Heckenjagd, die sich vermutlich bereits in germanischer Zeit entwickelt hatte. Dabei pflanzte man Hecken mit Durchlässen so an, dass das vor Treibern flüchtende Wild die Durchlässe passieren musste. Daraus entwickelten sich allmählich die Hetz- und Überlandjagden, die zu den herrschaftlichen Vergnügungen zählten und vor allem in Frankreich praktiziert wurden. Für diese Form der Jagd brauchte man gut geschulte Hundemeuten: La chasse du cerf („Die Bejagung des Hirschen“) aus der zweiten Hälfte des 13. Jahrhunderts zählt zu den ältesten Werken der Jagdliteratur, das sich ausschließlich der Rothirschjagd widmet. In dieser in Versform verfassten Lehrschrift wird besonders ausführlich die Ausbildung des Leithundes beschrieben. Um ausreichend Wild für die herrschaftlichen Jagden zur Verfügung zu haben, wurde eine Wilddichte gefördert, die auf den Feldern der Bauern zu erheblichen Wildschäden führte. In der antiken und mittelalterlichen Heilkunde war das Os de corde cervi, der „Herzknochen“ aus der Herzscheidewand des Rothirschen Bestandteil des pharmazeutischen Repertoires.

### Barock
Eine hohe Populationsdichte wurde auch während des Barocks angestrebt. Die repräsentative Jagd auf den Rothirsch war unverzichtbarer Bestandteil des höfischen Zeremoniells, zu deren Ausübung aufwändig gestaltete Waffen gehörten. Prestigeträchtiges Wild waren Rothirsch und Wildschwein. Dem Reh wurde ein weit geringerer Wert beigemessen. Neben der nach wie vor praktizierten Parforcejagd auf Hirsche sind sogenannte „eingestellte Jagden“ für diese Zeit typisch. Dazu musste die gesamte Landbevölkerung Rothirsche und Wildschweine über einen Zeitraum von vier bis fünf Wochen auf eine zunehmend kleiner werdende Fläche zusammentreiben. War die Fläche hinreichend klein, wurde sie mit Lappen, Netzen und Tüchern so eingezäunt, dass die Gefahr eines Ausbrechens gering war.
Mit der Vorbereitung und Bewachung des Wildes waren bis zum eigentlichen Jagdtag Hunderte von Personen beschäftigt, darunter neben einer Vielzahl von Frondienst leistenden Bauern so spezialisierte Berufsgruppen wie „Jagd-Schneider“ und „Jagd-Seiler“. Am eigentlichen Jagdtag wurde das Wild so getrieben, dass es sich optimal für den Abschuss präsentierte. Anlässlich der Hochzeitsfeierlichkeiten von Herzog Carl von Württemberg mit der Markgräfin Elisabeth Friederike Sophie von Brandenburg-Bayreuth im Jahre 1748 wurden beispielsweise die 800 zusammengetriebenen Rothirsche und Wildschweine über einen Teich so auf die in einem Pavillon versammelte Jagdgesellschaft zugetrieben, dass diese bequeme Abschussmöglichkeiten hatte. Der „Erfolg“ solcher Jagden wurde überwiegend am betriebenen Aufwand und der erlegten Stückzahl gemessen.

### Romantik

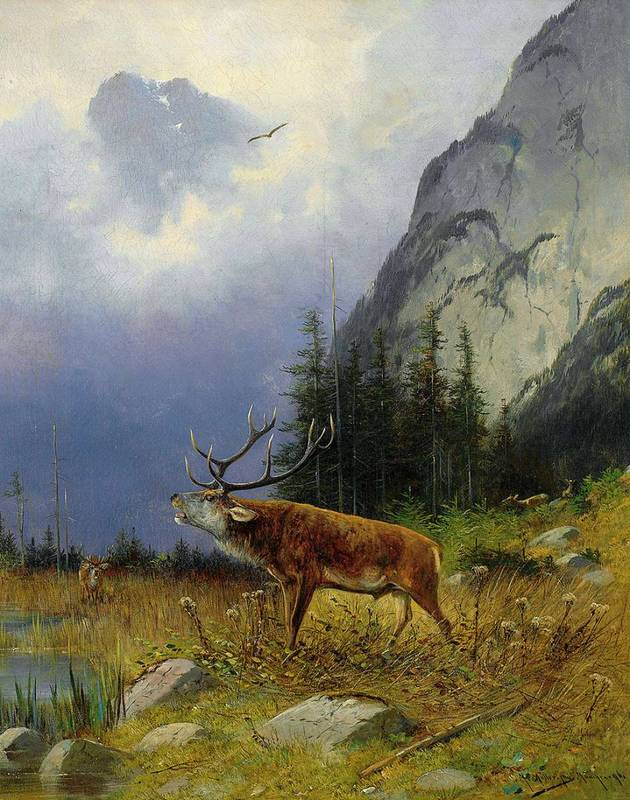
Moritz Müller: Röhrender Hirsch (1896)

Mit der Wende vom 18. zum 19. Jahrhundert endeten die Jagdformen des Barock. Vor dem Hintergrund der Romantik bildete sich zunehmend eine andere Jagdethik aus, die ein waidgerechtes Jagen betonte. Der „hirschgerechte“ Jäger, der die hirschgerechten Zeichen kannte, wurde zur Grundlage der Jagdausübung. Die veränderte Rechtslage führte nach 1848 außerdem in vielen Ländern zu einem starken Rückgang des Rothirschbestandes: Das Jagdrecht war nun an den Grundbesitz gebunden und die Landwirte, die sich in der Vergangenheit häufig durch die dank Überhege hohen Wildbestände in ihrer Existenz bedroht sahen, sorgten für drastische Bestandsrückgänge.
In der Schweiz war um 1850 der Rothirsch sogar vollständig ausgerottet. Die Jagd begann gleichzeitig zunehmend den bürgerlichen Kreisen offenzustehen. Ab der zweiten Hälfte des 19. Jahrhunderts war die Jagd so sehr zur Freizeitbeschäftigung eines zunehmend selbstbewussten Bürgertums geworden, dass sie sogar den wirtschaftlichen Hintergrund einer Jagdmalerei und -literatur bot.
Kennzeichnend für diese Zeit ist die hohe Bedeutung, die der erjagten Trophäe – im Falle der Rothirsche dem Geweih und den Hirscheckzähnen – beigemessen wurde. Hegeziel war entsprechend ein Rothirschbestand, der eine hohe Zahl von Hirschen mit gut entwickelten Geweihen aufwies. in der Kunst spielte das Motiv des Röhrenden Hirsches eine große Rolle.

### Gegenwart

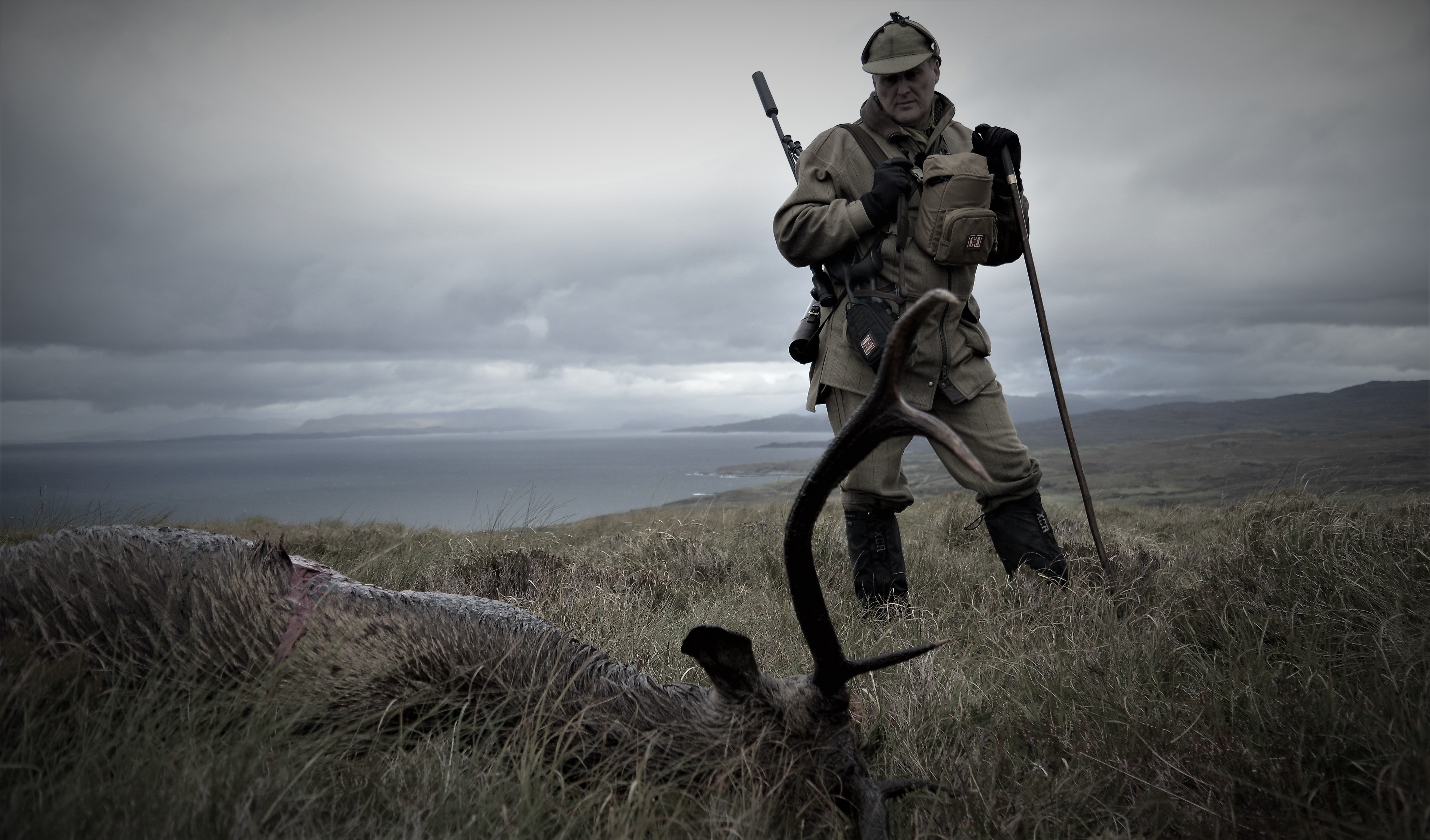
Schottischer Berufsjäger neben einem bei der Pirsch erlegten Rothirsch auf Ardnamurchan Estate

Die heute in Deutschland üblichen Jagdmethoden auf den Rothirsch sind die Ansitzjagd und die Drückjagd. Die Bejagung wird vorrangig als notwendige Regulierungsmaßnahme begriffen, die die Voraussetzung für eine naturnahe Waldwirtschaft schafft und Schäden auf landwirtschaftlichen Flächen reduziert.
Jagd- und Hegeziel ist ein Rothirschbestand, der sich in Zahl und Zusammensetzung an den natürlichen Ressourcen seines Lebensraumes ausrichtet. Jagdberechtigte und Waldbesitzer halten dabei entsprechend ihrer jeweiligen Interessenlage eine unterschiedliche Bestandshöhe für angemessen. In Deutschland legen die Jagdbehörden auf Basis des § 21 Abs. 2 des Bundesjagdgesetzes erstellte Abschusspläne fest, welche Anzahl von männlichem und weiblichem Rotwild pro Jagdrevier erlegt werden.

## Schäden durch Rothirsche

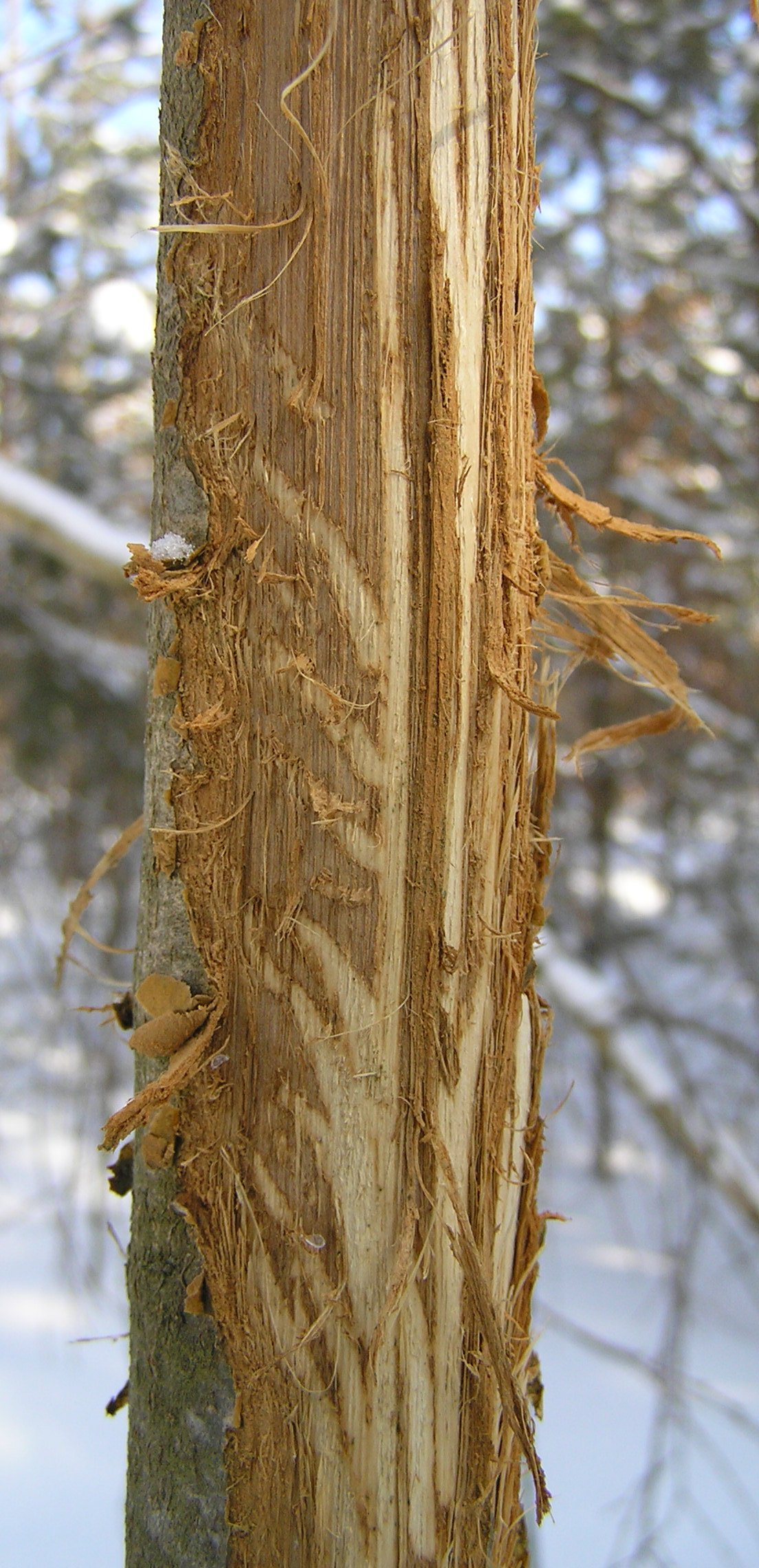
Schälschäden an einem Baum, Białowieża-Nationalpark, Polen

Der Rothirsch ist ursprünglich Bewohner offener und halboffener Landschaften gewesen. Im Jahresverlauf kamen und kommen durchaus ausgedehnte Wanderungen zwischen Sommer- und Wintereinständen vor, die sowohl für den Nahrungserwerb als auch für den Genaustausch wichtig sind. In Mitteleuropa wird der Rothirsch durch den Menschen heute hauptsächlich in große Waldgebiete zurückgedrängt. In den Wintereinständen erfolgen zudem Störungen durch Menschen. Zum Teil bewirken diese von Menschen ausgehenden Veränderungen und die Reduzierung seines Lebensraums die Wildschäden, die der Rothirsch in der Forst- und Landwirtschaft auslöst. Heute führt dies zu Konflikten zwischen Jagdberechtigten, Waldbesitzern und Landwirten.

### Feldschaden
Der Schaden, den Rotwild auf Feldern und Äckern anrichten kann, ist einer breiten Öffentlichkeit seit langem bewusst. Meist wird dabei in Getreidefeldern (Weizen, Mais) zur jeweiligen Zeit der Milchreife bis zur Reife sowohl Fraß- als auch Trittschaden verursacht. Die Jagdgesetze der einzelnen Länder regeln die Entschädigungen, welche Landwirte für Wildschäden auf ihren Feldern erhalten.

### Waldschaden
Der Schaden, den überhöhte Rothirsch- und auch Rehbestände in Waldbiotopen anrichten können, wurde vor dem Hintergrund des Waldsterbens erst seit den 1970er Jahren öffentlich breit diskutiert. Der Beginn der Diskussion im deutschsprachigen Raum wird vor allem mit Horst Sterns Film „Bemerkungen über den Rothirsch“ verknüpft, der Weihnachten 1971 ausgestrahlt wurde und unter anderem die Aufmerksamkeit auf die ökologischen Schäden eines zu hohen Rothirschbestandes lenkte. Diese Diskussionen bewirkten in erheblichem Maße die heute üblicherweise verfolgten Jagd- und Hegeziele. Es ist jedoch durchaus sachgerecht, auch die Art der Wald- und Feldbewirtschaftung als Schadensursache heranzuziehen, weil durch Intensivbewirtschaftung integrierte Lebensräume vernichtet werden.
Schäden im Wald durch Rotwild entstehen durch Verbiss, Schälen von Bäumen sowie, in geringerem Umfang, durch das Fegen des Geweihs im Sommer und bestimmte Imponierhandlungen des Hirsches während der Brunft, wie Bodenforkeln und Schlagen des Geweihs an Bäume in Form einer Kampfersatzhandlung.

#### Schälen
Rothirsche schälen Bäume, indem sie mit den Schneidezähnen im Unterkiefer etwa in Schulterhöhe die Baumrinde erfassen und die Rinde dann vom Stamm abziehen. Während der Sommerzeit schälen Rothirsche, weil sich lange Rindenstücke einfach abschälen lassen; im Winter ist Schälung vor allem eine Reaktion auf Nahrungsknappheit.

#### Verbiss
Rothirsche fressen außerdem junge Baumtriebe, in denen sich für ihre Ernährung wichtige Nährstoffe befinden. Verbissen werden sowohl die Leittriebe junger Bäume, wie auch Zweige und Äste. Dies hat erhebliche Auswirkungen auf den Pflanzenbestand. Ökologisch entsteht eine Entmischung der Baumarten. Aus Sicht der Waldwirtschaft ist der Verbiss des zentralen Leittriebs besonders kritisch, da er zu Krüppelwuchs führt oder zur Folge hat, dass einzelne Baumarten gar nicht aufkommen. Als besonders kritisch gilt dieses Freßverhalten den Bergwäldern, wo ein zu hoher Bestand an Hirschen und Wildschweinen wegen der verursachten Fraßschäden zu einem Rückgang der Schutzfunktion des Bergwaldes gegen Erosion und Lawinen führt. Wo dies möglich ist, werden häufig Flächen mit nachwachsendem Baumbestand angelegt, damit Rothirsche keinen Zugang haben.

#### Gegenmaßnahmen
Nicht zuletzt, um die wirtschaftlichen Schäden im Wald zu reduzieren, werden in Deutschland jährlich rund 70.000 Stück Rotwild erlegt. Allerdings trägt die Art und Weise der Jagd an vielen Stellen zu einer Verschärfung der Konflikte mit der Land- und Forstwirtschaft bei: Neben vielen menschlichen Störungen wird das Rotwild auch durch die Anwesenheit des Jägers im Revier beunruhigt und zieht sich in immer dichtere Waldbereiche zurück. Hier muss der Hunger notgedrungen mit Baumrinde gestillt werden (schälen).

#### Maßnahmen zur Schadensbegrenzung

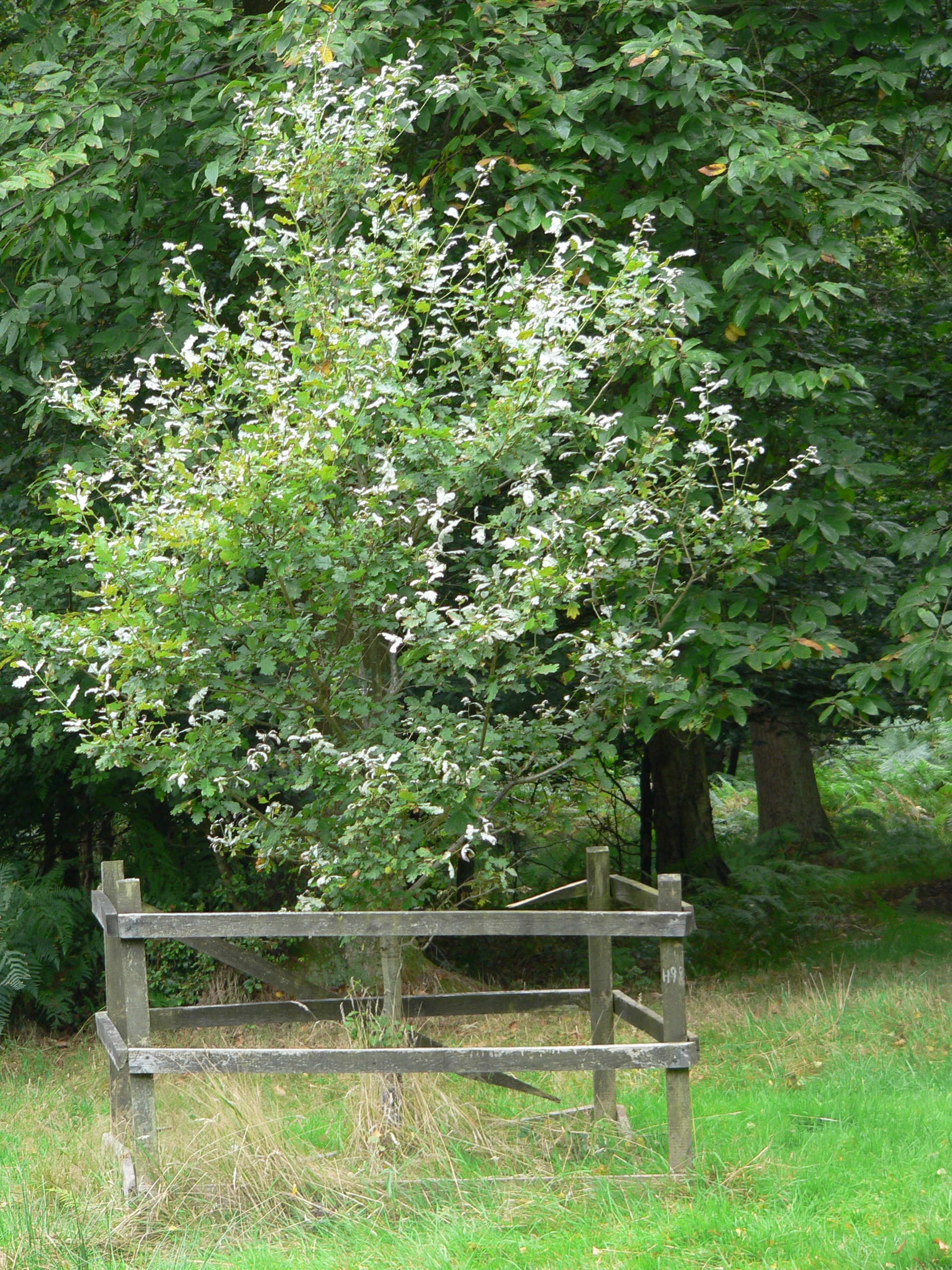
Gatterschutz einer Stieleiche, Ashridge Park

Die Regulation von Rothirschpopulationen soll sicherstellen, dass sich die Hauptbaumarten des jeweiligen Waldreviers natürlich verjüngen und die standörtlich typische Bodenvegetation gedeiht. Mitunter kommt es zum Absterben der Bäume durch Hirschverbiss. Ziel der Hege ist häufig entsprechend, durch verschiedene Maßnahmen solche Rothirschkonzentrationen zu vermeiden, z. B. durch Lenkung der Waldbesucher. Besonders effizient ist wohl die Anlage von abgelegenen, verdeckten Freßflächen, die innerhalb geschlossener Bestände zugelassen werden und nicht durch nahe Wege erschlossen werden. In den Alpen- und Mittelgebirgswäldern, in denen man den Eurasischen Luchs wieder ansiedeln konnte, hat man außerdem die Erfahrung gemacht, dass der Luchs größere Rothirschkonzentrationen auf Dauer verhindert und die Tiere zwingt, sich beim Fressen auf größere Flächen zu verteilen, was ebenfalls zu einer niedrigeren Verbissbelastung führt. Zu den Maßnahmen, die Schälung und Verbissschäden an Waldbäumen mindern, gehört auch die Fütterung. Sie ist umstritten, da je nach Durchführungsform unterschiedliche Interessen mit ihr verfolgt werden können. Eine Fütterung kann sich darauf beschränken, in den Wintermonaten Heu als Zusatzfutter anzubieten. Ein Extrem stellt eine Fütterung dar, bei der neben Heu und Silage über einen langen Zeitraum auch Zuckerrüben, Trester, Kraftfutter wie Mais und Getreide sowie Brot gefüttert wird. Eine solche Fütterung kann zum Ziel haben, möglichst starke Geweihträger heranzuziehen und im Revier eine unnatürliche Dichte an Rothirschen zu halten.
Diese Fütterung ist heute durch die Jagdgesetze weitgehend verboten.
In Österreich werden zum Schutz des Waldes in Regionen mit starkem Schneefall Rothirsche in Wintergattern gehalten. Die Größe eines solchen Wintergatters beträgt pro 50 Rothirsche etwa 10 Hektar und besteht im Idealfall zu etwa 50 Prozent aus Wald und Wiesenflächen. Auf der Waldfläche werden die Bäume jeweils einzeln vor Schälschäden geschützt; er soll dem Wild vor allem geschützte Rückzugsmöglichkeiten geben. Durch Fütterung wird das Wild auf diese gegatterten Flächen gelockt und bis zum nächsten Frühjahr dort mit Futter versorgt.

#### Sichtweise: Verbiss als biotopgestaltender Prozess
Eine als natürlich empfundene Waldentwicklung muss nicht zwingend auch einen vollkommen natürlichen Prozess darstellen. Es gibt auch die Meinung, dass großflächige Wälder im Tiefland Europas in erster Linie als eine Folge menschlicher Eingriffe angesehen werden müssen. Demnach wären dichte Wälder nicht als potenzielle natürliche Vegetation Mitteleuropas anzusehen, da sie erst durch die Ausrottung oder Verdrängung und Dezimierung von Pflanzenfressern durch den Menschen entstanden wären. Laut dieser viel diskutierten Megaherbivorenhypothese wäre Wildverbiss also als natürlicher Prozess zu verstehen, der zu natürlicheren, offenen Weidelandschaften führt, die von Vertretern der Hypothese als die ursprüngliche Vegetation des europäischen Flachlandes angesehen werden.
Es ist fraglich, ob unsere heutigen Wildbestände überhaupt als überhöht anzusehen sind. Zu beachten ist hierbei, dass neben den heutigen Arten auch Auerochsen, Wisente, Pferde, Riesenhirsche sowie auch Nashörner und Elefanten einst großflächig in Europa heimisch waren und wahrscheinlich auf das Aussehen der Landschaften und Wälder eingewirkt haben. Auerochsen und Pferde sind dabei spezialisierte Grasfresser. Es wird oft nicht berücksichtigt, dass sich europäische Wildpferde im Holozän, also der Nacheiszeit, erst an die Wälder evolutionär angepasst haben können, woraus man schließen kann, dass der Waldbewuchs zumindest nicht flächendeckend gewesen sein kann. Auch der Wisent, der oftmals als Waldbewohner angesehen wurde, bevorzugte wohl ursprünglich offene Weidelandschaften als Lebensraum.
In Sachsen beispielsweise konnte aktuell nicht festgestellt werden, dass sich die Anwesenheit von Wölfen negativ auf die Wildbestände auswirkt. Deshalb bleibt unklar, inwiefern Bejagung durch den Menschen eine natürliche Prädation durch Beutegreifer simuliert. Hinzu kommt, dass durch menschliche Jagd meist wesentlich mehr Wild entnommen wird als durch Beutegreifer wie Wolf und Luchs.